# ジャニー喜多川性加害問題

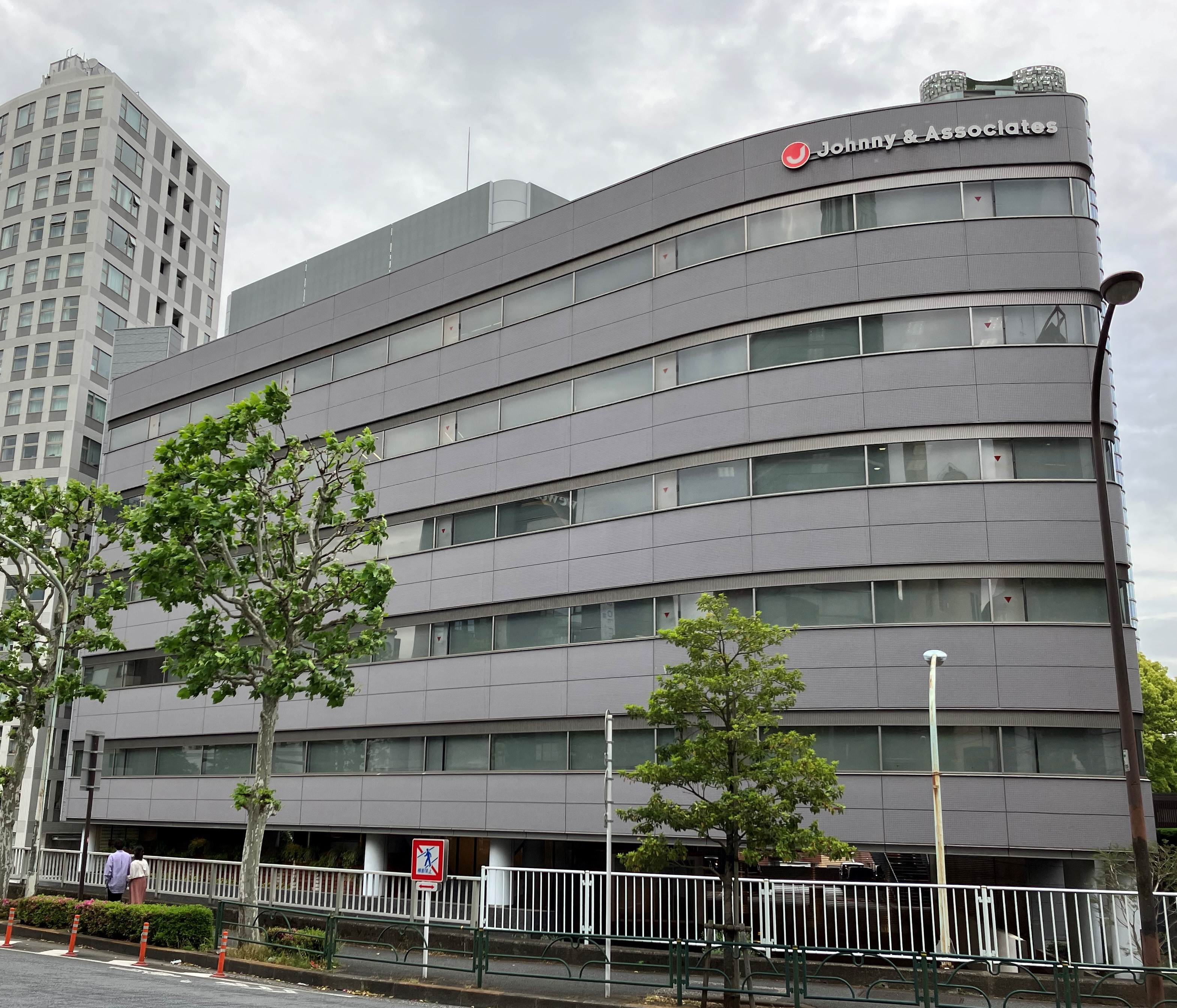
喜多川が創設し、長年に渡って社長を務めたジャニーズ事務所の本社ビル（東京都港区赤坂9丁目、2023年10月6日の社名ロゴ撤去前）

ジャニー喜多川性加害問題（ジャニーきたがわせいかがいもんだい）は、2023年（令和5年）に表面化した、日本の大手芸能事務所・ジャニーズ事務所（現・SMILE-UP.）の創設者・ジャニー喜多川による金銭授与や待遇改善を伴う、少年を対象とした肛門・口腔性交等の性加害問題。喜多川は同事務所に所属する男性タレントを主な性的対象として、抗拒不能な状況を利用して長期的かつ常習的に性加害を行った。死後のBBC報道を契機とした批判を背景に実施した「外部専門家による再発防止特別チーム」による調査報告を受け、2023年9月に姪の藤島ジュリー景子が親族、社長として性加害があったと認め謝罪した。米国のハーヴェイ・ワインスタインによるエンターティンメント業界に於ける性加害事件と酷似しているとされる。

国連ビジネスと人権の作業部会も注目し、政府や企業に対する提言や勧告の報告書で本件について言及。事件に深い憂慮を示した上で、補償が被害者ニーズを満たすには遠いと批判を行う事態となった。
当記事では被害者による証言、関連する報道、民事裁判、政治、司法などについても扱う。

## 概要
ジャニーズ事務所の創設者で社長であったジャニー喜多川は、ジャニーズ事務所設立前の1950年代から2010年代半ばまでの間、長期間かつ広範にわたってジャニーズJr.らに対して性加害を繰り返した。姉のメリー喜多川副社長（当時）は喜多川の性加害行為を放置・隠蔽し、ジャニーズ事務所は適切な対応を行わなかったため、多数の被害者が生まれた。

ジャニーズ事務所の性加害に関する告発・報道を受けて設置された「外部専門家による再発防止特別チーム」による報告書において、取締役の責務として、メリーは遅くとも1960年代前半以降、ジュリー及び白波瀬傑は週刊文春による性加害の事実が報道以降、この性加害について監視・監督義務を果たす必要があったと指摘され、また、その任務懈怠によって、旧商法及び会社法に基づきジャニーズ事務所に対する損害賠償責任及び旧商法により被害者に対する損害賠償責任を負うと考えられると報告された。これを受け同事務所は、2023年9月7日記者会見を開きジュリー社長は辞任を述べると共に「事務所としても、個人としても、性加害はあったと認識している。被害者の皆さんに心からおわび申し上げる」と発言し引責辞任した。

同事務所の後継社である「SMILE-UP.」社は2025年2月末現在、1018人の申告を受け、被害者救済委員会のヒヤリング等の手続きを経て540人に補償金支払いを行った。2025年12月には時効が適用されないラスベガスでの性加害について、元ジャニーズJr.2名の男性よりSMILE-UP.やジュリー、白波瀬傑など元幹部らを相手取り米ネバタ州の裁判所に提訴があり、一方国内では、その被害の多くが控訴時効を経過と思われるが、関係者について児童福祉法の淫行罪の刑事責任追及の可能性を弁護士より指摘されている。

### 被害内容
性加害の対象は主に13-15歳の男子達であり、中には小学3年生位の子から相談されたとの証言がある。常套手段では少年たちを泊める「合宿所」の集団で就寝している場において、男子に対しデビューの話しをしながらマッサージを始め、その後に陰茎を口にする口腔性交を行い、時に自分への肛門性交を求め、男子の肛門への性交を強要した。事務所での好待遇のため自ら関係を持ったり関係を継続したり、初性被害後に仲間に祝福されたとの証言がある。風呂場や宿泊先のホテルでの性加害もあり、事後に金銭の授与が行われた。断ると仕事が無くなるなどの冷遇を受けた。被害者は調査の聞き取りに対し、フラッシュバック、鬱、性関係への恐怖感、自分を汚い存在と思うとの現状を語っている。ジャニーズJr.の元レッスン生の男性（55）は、母親に性被害を打ち明けた1カ月後に、男性の写真と連絡先を事務所に送ったことへの後悔と謝罪が書かれた遺書を残し母は自殺したことを取材に答えた。被害に遭ったのは地方出身で母子家庭が多かったとの証言があり、親のために夢を追っているため被害を警察にも言えず黙るしかなかったと語られている。

### 経緯
ジャニーズ事務所では、創設初期から喜多川が同事務所に所属する未成年の男子達に対して猥褻行為を行っており、初代・ジャニーズ（男性グループ）への性加害により、最初の裁判となった。1960年代に行われたジャニーズ事務所創設前に所属した芸能学校「新芸能学院」社長に起こされた民事裁判ではわいせつ行為に言及され、被害を訴えられた、あるいは被害を受けかけたという証言もあった。特別チームのヒアリングによると、1970年代には被害者が事務所外の芸能関係者に被害の経験を話しており、喜多川の所属タレントへの性的虐待は芸能界では事実として広く知られていたという。しかし日本で広く問題になることはなく、一部の雑誌や出版物でのみ報じられていた。1980年代後半以降では、雑誌『噂の眞相』における特集や元フォーリーブスのメンバー・北公次の告発本『光GENJIへ』シリーズ（1988年～89年、全3冊）、平本淳也の『ジャニーズのすべて』シリーズ（1998年、全3冊）など元所属タレントによる告発本が複数出版されたが、社会的な問題として真剣に捉えられることはなかった。
1999年に『週刊文春』が喜多川の性的虐待行為に関する調査を実施し、数人の証言を得て本疑惑を報じた。ジャニーズ事務所は名誉毀損で文藝春秋を訴えたが、その民事裁判において、週刊文春が報じた喜多川の「セクハラ行為」は「その重要な部分について真実」と認定され、『週刊文春』の本件に関する一連の報道は名誉毀損には当たらないとの判決が下り、東京高裁の控訴審判決が2004年に確定した。この法廷での尋問において、喜多川は「彼たちは嘘の証言をしたということを、僕は明確には言い難いです」と少年らが虚偽の証言をしたものではないと事実上自分で認めたかのような供述をしたため、東京高裁も喜多川による性加害は存在したものと認定したとされる。後の検証報告書においては「文藝春秋に対し「名誉毀損による損害賠償請求を提起し、最終的に敗訴して性加害の事実が認定されている」と明記された。しかし、当時はこの判決に対する日本のメディアの反応は鈍かった。日本の新聞は短く取り上げるのみでテレビでの報道はなく、芸能雑誌、スポーツ紙でも大きな扱いはされないことが多く、裁判で被害を訴える元ジャニーズJr.達の証言の真実性が認定され、「ジャニー喜多川による少年への性加害の事実」が認められたことをメディアは詳細に解説しなかった。2000年には本問題が第147回国会衆議院特別委員会で阪上善秀に取り上げられ、東京都青少年健全育成条例や児童福祉法、児童買春、児童ポルノに係る行為等の規制及び処罰並びに児童の保護等に関する法律（児童買春・児童ポルノ禁止法）に抵触するのではないかと疑義を呈された。警察庁生活安全局長であった黒澤正和は性行為金銭授与等について問われ、犯罪があると思料される際には捜査を行うと答弁した。しかしながら主要メディアは取り上げなかった。
2000年代に入ると、日本よりも児童に対する性的虐待が厳しく批判されることが多い欧米のマスメディアが本問題に言及し始めるようになり、2000年にはアメリカの『The New York Times』が記事を掲載した。この記事では、インタビューに応じた1970年代にジャニーズ事務所に所属していた10代のアイドルグループの元メンバーであったという当時40代の男性が12歳の頃に喜多川にレイプされたと語っており、具体的にレイプ（raped）という表現が使われた記事はこれが最初であった。同年にはイギリスの『The Guardian』も記事を掲載し、一連の性的虐待問題や国会での質疑応答などを取り上げた。続いて2005年には同紙が前述の『週刊文春』との訴訟の結果についてや、フォーリーブスの北公次や平本による暴露本についての記事をウェブサイトに掲載した。
一方で、この問題はその後も刑事事件になることはなく、被害者が喜多川を訴えるような民事事件にも発展しなかった。『週刊文春』以外のメディアによる調査報道なども行われなかったため、喜多川は社会的に弾劾されることはなかった。1998年に『ジャニーズ帝国崩壊』を上梓した本多圭によると、取材した被害者のうちの一人元アイドルは喜多川から受けた性被害を母親に打ち明けたうえで警視庁の所轄署に被害届を出したものの、その際に警察は「天下のジャニーズの社長がそんなことするわけがない」と答えて被害届を受理しなかったという。もう一人の被害者少年にも本多は「警察の生活安全課に相談するように」とアドバイスしたが、こちらも警察から全く相手にされなかった。また事件化に意気込んだ刑事もいたが実現しなかったという。警察が一切動かなかった理由として、芸能界の業界団体である日本音楽事業者協会（音事協）初代会長で芸能界とも繋がりがあった中曽根康弘元首相の存在を挙げる刑事もいたという。
『文春』との民事裁判の後に被害を受けたという多くの証言もあり、『文春』との民事裁判で判決が確定した後も喜多川による所属タレントへの性加害が続いていたことが指摘されている。2023年3月、イギリスのBBCが喜多川の性的虐待疑惑を追う長編ドキュメンタリーを放送し、同年4月に数ヶ月前から東谷義和のYouTubeチャンネル上で被害を暴露していた元ジャニーズJr.のカウアン・オカモトが実名・顔出しで記者会見を行い被害を告発、徐々に実名での告発が増え、大規模かつ長期に及ぶ性加害の事実とテレビ局・マスメディアの沈黙、共犯的関係の問題が顕在化していった。NHK元理事の若泉久朗はNHK退任後にジャニーズ事務所の顧問となり、フジテレビの元プロデューサーはジャニーズ事務所（現・SMILE-UP.）の取締役を務めていたと報道されている。
ジャニーズ事務所の依頼を受けた再発防止特別チームが調査を実施し、2023年8月に報告書を提出し記者会見を行った。これを受けてジャニーズ事務所は同年9月、記者会見を行い喜多川の性加害の事実を初めて認め謝罪した。ジャニーズ事務所は同年10月に名称を株式会社SMILE-UP.（スマイルアップ）に変更した。SMILE-UP.は被害者のケア・補償を行い、これが終わり次第廃業するとしている。
調査報告書においては、喜多川はジャニーズ事務所設立前に池袋にあった芸能学校「新芸能学院」（代表者　名和太郎）内で特別クラスを持っており、後に学院内で「ジャニーズ事務所」を個人開業したが、1963 年に同学院の生徒が喜多川の性加害に遭ったと訴えたことで、名和との関係が決裂した経緯が述べられている。1964年に名和から喜多川に損害賠償請求訴訟が起こされの性加害の有無が争点となり、週刊誌が報じたが、中谷良は性被害がないと偽証して性加害の事実は認定されずに終わっている。なお，メリーは名和婦人と懇意にしており、同婦人は生前、喜多川自身が幼少期にやってきたことと同様の犯罪を受けて育ったから一種の病気なんだと話していたが、それはメリーから聞いたこととして推察されている。

### 呼称
新聞やテレビなどの各社や記者・評論家などによって呼称は多種多様であり、ジャニー喜多川氏の性加害問題、ジャニーズ性加害問題、ジャニーズ性被害問題、ジャニーズ性問題、ジャニーズ性暴力疑惑、ジャニーズ性加害スキャンダル、ジャニーズ事務所の性虐待スキャンダルなどといった呼ばれ方をしている。2011年以前には、ホモセクハラ疑惑、ホモ性虐待疑惑といった記述も見られる。

## 問題の構造

### メリー喜多川による隠蔽行為
喜多川が2歳の時、母親が死去したため4歳年上の姉・メリー喜多川は母親代わりとして弟に愛情を注ぎ、二人は母親と息子のような関係であったと言われる。メリーは日本へ帰国した当初はスナックを営んでおり、店主を務めていたが、弟のジャニーが少年らと野球チームを組み、以降、少年を取り込む様子を見てエンターティンメント業界への進出を目論んでいた。初代・ジャニーズのデビューを計っていた頃にスナックを畳み、事務所を実質的に経営する。
ジャニーズ事務所の最高権力者として優れた経営手腕を発揮しており、ジャニーズ事務所の成功には、喜多川の才能だけでなく彼女の功績も大きかった。
メリーは弟の性加害疑惑に対し一貫して強い否定の姿勢を貫き、1999年の週刊文春の報道に対する名誉毀損の訴訟でも被害の申し立てはすべて虚偽であると主張した。特別チームは各種情報を勘案し、メリーは遅くとも1960年代前半には喜多川の性嗜好異常を認識していたとするのが蓋然性の高い事実であると考えられると判じている。従って、メリーは喜多川の性嗜好異常と少年たちへの性加害の事実を知りながらも、弟にそれをやめさせることを諦め、弟を守り切るために「徹底的な隠蔽を図ってきた」と考えられ、「ジャニー氏の性加害に対して、メリー氏が何らの対策も取らずに放置と隠蔽に終始したことが、被害の拡大を招いた最大の要因である。」と評した。

### 同族経営の弊害
ジャニーズ事務所は、喜多川姉弟が経営とタレントのプロデュースを役割分担して行う典型的な同族経営の会社であった。同族経営の会社では、創業者が暴走し違法行為等を行った場合に、だれも止めることができず、また1980年以降、喜多川が死去する2019年まで喜多川姉弟は株を半分ずつ所有しており、外部の株主の介入を期待することもできなかった。喜多川が死去すると、メリーが藤島と内縁関係の間にもうけた娘の藤島ジュリー景子が社長となり、すべての株式と権力を保持し喜多川の性加害疑惑の究明や被害者の救済を行うことも可能な状況となったが、藤島がそうした対応をすることはなかった。

### ジャニーズ事務所による性加害の放置と容認
喜多川からの性加害を事務所スタッフに訴えたところ、「デビューしたければ我慢するしかない。」「（ジャニーは）しょうがない人だから、来てほしい。」「我慢すればいい夢が見られる。みんな通っていく道だ。」などと言われたとの証言があり、特別チームはこうした被害者らの証言から、ジャニーズ事務所は喜多川による合宿所などでの長年の性加害の事実を認識していたと考えることが合理的であり、「ジャニーズ事務所は『見て見ぬふり』に終始し、何らの対応もしないどころか、むしろ辛抱させるしかないと考えていたふしがある。」と指摘し、このような長年にわたるジャニーズ事務所としての不作為も被害の拡大を招いた大きな要因となったと考えられると述べられている。
特別チームの報告書によると、ジャニーズJr.が事務所内で接する大人は喜多川、振付師、マネージャーのみで、社員とは接点がなく被害を訴えることのできる相手はいなかった。喜多川姉弟を古くから良く知るジャニーズ事務所関係者は、もし被害を申し立てても、まともに相手にされずそのジャニーズJr.は嘘つき呼ばわりされるだろうと述べており、喜多川に逆らったことでジャニーズ事務所を追い出され、それにより芸能界のどのプロダクションに入ることもできず、「芸能活動の道は閉ざされるであろうことを、ジャニーズ Jr.たちはよくよく分かっていた」と考えられる。
古参幹部として長く要職に就いてきた、ジャニーズ事務所の白波瀬傑副社長が週刊文春との裁判で記事の内容を事実無根だと主張しており、特別チームの報告書でも当初は「噂は聞いたことがあった」が「噂は信じていなかった」と語っていたが、再度のヒアリングで、最近真実だと思うに至ったと述べた。特別チームの飛鳥井望が会見で「（事務所幹部は）2人（喜多川姉弟）の絶対的な権力者に対し、何か物申したり、あるいはそれを諫めたりというような行動は全くなかった。それが見て見ぬふりということだと思う」と指摘した。
ニューヨーク・タイムズ紙は、事務所の少年たちが暴露系週刊誌や関連書籍に触れないよう喜多川によって情報が遮断されていたと述べている。

### 性加害の常態化・通過儀礼化
事務所内で、性加害を受けることがアイドルデビューするために我慢しなければならない一種の「通過儀礼」のように捉えられ、続いてきた可能性が指摘されている。
特別チームの調査では、「他のジャニーズJr.に性加害のことを話そうとしたところ、『おめでとう』 と言われた」「性加害を受けた後、仕事は明らかに増えた」「受け入れるのが当たり前で通過儀礼」「『上り詰めていくには積極的にジャニー氏を受け入れないといけないんだ。』という洗脳された状態になった」といった証言があった。

### 権力の行使による虐待
BBCのモビーン・アザール記者は、喜多川の性加害を語る元ジャニーズ所属の証言者を通してみたのは、「権力の行使による虐待」であったと述べている。喜多川はジャニーズ事務所の代表取締役社長でもある芸能プロデューサーであり、ジャニーズ Jr.の採用からデビュー、プロデュース等まですべての決定権を持っていた。喜多川からの性的虐待を受ければ、ジャニーズ事務所の仕事での扱いが良くなり、チャンスが与えられ拒否し逆らえば、ステージの立ち位置が悪くなったりデビューできなくなるなど抵抗が著しく困難な状態であった。アイドルになる夢を持つジャニーズ Jr.達は、未成年者で事務所と契約関係を結んでおらず、立場は弱く不安定であった。タレントとしての才能の評価基準は曖昧なものであり、喜多川はジャニーズ Jr.に対して絶対的な立場を持っていた。特別チームは、「ジャニー氏とジャニーズ Jr.との間の一方的な強者・弱者の関係性のもとでは、未成年のジャニーズ Jr.がジャニー氏による性加害を拒むことは、極めて困難であったと考えられる。ジャニーズ Jr.の中には、ジャニー氏の性加害を我慢して受けて、ジャニー氏の「お気に入り」になれば、待遇が良くなってタレントとして活動できる機会が増え、それを拒めば冷遇されて、場合によればジャニーズ事務所を辞めざるを得なくなるという認識があったと見受けられる。」「一方的に弱い立場にある未成年のジャニーズ Jr.がそのような認識を有するに至り、ジャニー氏による性加害を受け入れざるを得ない状態となることも、やむを得なかったと考えられる。」と述べている。喜多川は各被害者の心情に付け込み、沈黙せざるを得ない状況に追い込んでいた。
ジャニーズ事務所に所属しているのは母子家庭の子どもが多いと言われ、古くは豊川誕、田原俊彦などがその生立ちを公表しているが、性被害を訴える大島幸広が喜多川は「母子家庭で苦しんでいるような子が好き」で、母子家庭の子どもの「家計が苦しい」「母を支えよう」という弱みにつけこむような行為もされていた、と述べている。特別チームによると、ジャニーズ Jr.の中には家庭環境が必ずしも良くなく、自宅にいるより喜多川の元の方が安全と考える者もいた。

### 性的グルーミング
被害者には喜多川への好意、喜多川を否定しきれない思いを語る人もおり、文春との民事裁判で性被害を証言した少年は裁判で「ジャニーさんに言いたいことはあるか」と聞かれ、「長生きしてください」と語っている。
こうした感情は、性的な目的で子供を巧妙に手なずける「性的グルーミング」や加害者・被害者間の力の不均衡と、良い扱いと悪い扱い、報酬と罰の繰り返しといった周期的に繰り返される虐待で強化される「外傷的絆（トラウマ性の絆、トラウマ・ボンド）」により生じた愛着であるという見解もある（外傷的絆は、ストックホルム症候群や攻撃者への同一化（暴力との同一化）といわれるものと共通の概念であると考えられている）。
特別チームは、児童性的虐待は加害者が子どもが性加害に応じることを余儀なくされたり、子どもが望んで応じたような態度を示すように巧妙に信じ込ませ、誘導し追い込むのが典型的なやり口であるが本件もまさにそれであると指摘し、「被害少年の中に、ジャニー氏に気に入られることを嬉しいと思い、積極的にジャニー氏の自宅や合宿所に行くことを望んだ者がいたとしても、それは強者・弱者の権力構造の中で、ジャニー氏が仕掛けた巧妙な「罠」に絡めとられた結果なのであり、性虐待であることに何ら変わりはない。」と述べている。
元ジャニーズJr.で、「ジャニーズ性加害問題当事者の会」副代表の石丸志門も喜多川の機嫌を損ねて事務所をクビになったが、石丸はそれ以降40年間、喜多川を恨むどころか感謝の念が消えたことはなかったという。当初は実名で告発した元ジャニーズJr.のことも批判していたが、若いカウアン・オカモトらの証言を受けて2023年に被害を証言し、「夢を見せられたことで、権力者であるジャニーさんに洗脳されていたんです」と語っている。
喜多川は、ジャニーズJr.にとって性的虐待以外は「自分たちに良くしてくれている人」であったともいえ、「性加害さえなければジャニー氏に悪いところはない。」と語る被害者もいる。特別チームは、「自分たちに良くしてくれている人を訴えることは、子どもには難しい。」と指摘している。

### 親に相談できない状況・心情
親や身内に相談することは考えなかったかについて、特別チームのヒアリングに対し被害者は「親がジャニーズ事務所のタレントのファンであったことから履歴書を出して応募した。」「ジャニーズ事務所はレッスン料が無料で親に負担がかからなかった。」「ジャニーズ Jr.になった後、自分が舞台に立っているのを喜んで見に来てくれた。」「親を悲しませたくなかった。」「言えば自分も変態と思われそうだった。」「恥ずかしくてとても言えない。」などと述べており、親や身内に相談することは難しかった。以上のような被害者の心理状態については、文藝春秋に対する訴訟の東京高裁判決でも、少年らが自ら捜査機関に申告することも、保護者に事実をうち明けることもしなかったとしても不自然ではないと判示されている。

### 被害者が幼少児であるということ
BBCのアザール記者も、ジャニーズ事務所・喜多川が後押ししなければスターになれないという極めて強力な権力構造は被害者の年齢を問わず酷いことであるが、喜多川の性加害の被害者はまだ幼く、それはより恐ろしいことだと指摘している。「この年齢で抵抗するか否かを判断するのは不可能だと思います。子どもに性交渉の了承は無理です。まだ幼いのです。喜多川氏はとんでもない権力の使い方をしました。」と批判している。
被害者は若年で性の知識も経験もなく、何をされたのか理解できなかった、ひどいショックを受け、傷つき、混乱したという声もある。自尊心を破壊され、退所後も長年トラウマ、 フラッシュバックに苦しんでいる、またはうつ病に陥った人もいるという。

### 所属タレントによる喜多川の好印象作り
喜多川は芸能プロデューサーとして傑出した才能を持つと芸能関係者から広く評価されており、喜多川が育てたアイドルの活躍する姿は多くのファンを楽しませ、喜ばせてきた。特別チームは喜多川の人柄について、「「優しく気さくで」「まめに気遣ってくれる」良い人で、ジャニーのことを「悪く言う人はいなかった」など被害者からすらも好意的な評価や感謝の言葉が多く述べられた。」と報告している。
ジャニーズ事務所に所属する人気タレント達は長年、テレビなどのメディアで数々のエピソードを通じて喜多川の人柄を褒め讃え、「お父さんのような人」「優しい」「感謝している」等と、彼との思い出を楽しそうに語り、喜多川の好印象作りに寄与してきた。
名桜大学の大峰光博教授も、「不用意に加害者に賛同しないこと」もまた加害行為に対する「反対の行動」であり、喜多川の人格をテレビ等で称賛し続けないと命に危険が及ぶような深刻なリスク構造があったのでなければ、喜多川による性加害の実態を知った上で彼らがこうした発言を続け、喜多川を社会に向けて美化し続けていた場合、新たな被害者を生み出す片棒を担いだと言え、明らかに罪と責任のあるジャニーズ事務所の社長や経営陣だけでなく、成年の責任ある立場の一部のタレントや、その中にはこれらの問題も認識していたのが妥当であり、彼らもまた連帯責任がないとは言い難いと述べている。

### 男性の性被害の軽視
ジャニーズの性被害がまともに扱われてこなかった要因の一つとして、男性の性被害が軽視されがちなことが指摘されている。日本では、2017年に110年ぶりに性犯罪に関する刑法が改正されるまで不同意性交等罪（旧：強制性交等罪）は被害者を女性のみに限定する「強姦罪」だった。男子の性被害も決して珍しいものではないが、法的に強姦（性的暴行）の被害者が女性に限定されていた事実が示すように、「男性は性被害に遭うはずはない」「男性は加害者側で、被害者側ではない」などの思い込みがあり、男性の性被害は「単なるいたずら」として軽視されたり、バラエティー番組で笑い話として扱われるなど、性被害として認識されない風潮が強かった。男性の性暴力被害を調査している立命館大学大学院在学中の宮崎浩一臨床心理士は「被害男性が被害を認識できず、相談機関にも連絡できないため、問題が潜在化しやすい」との問題点を挙げている。
読売新聞東京本社の滝鼻卓雄元社長が編集主幹だった当時、ジャニー喜多川の性加害問題の記事化の可否について相談を受けたことはなかったと語っており、毎日新聞の記者は芸能事務所内で未成年男子のタレントが社長に性加害を受けているという疑惑は、「しょせん週刊誌レベルの話だろ、芸能ネタだろ、被害者は女性じゃないだろ、って軽くみる風潮が記者にあったと思う」としており、ジャニーズ事務所への忖度ではなく、問題の深刻さを理解せず、軽視していたためとしている。朝日新聞の田玉恵美論説委員も朝日新聞ではこれが性暴力であり深刻な人権侵害であるという認識がなく、女性への性暴力を精力的に取材していた記者でも「男性が被害者になりうるという感覚を持てていなかった」こと、週刊誌が得意とする「芸能界のゴシップ」にすぎず、新聞が扱う題材ではないと頭ごなしに切り捨てていたのではないかと、読売新聞と同様の記者の無理解、芸能界の性問題という「芸能界のゴシップ」は新聞において扱わないという意識を、問題を軽視して報道しなかった理由として挙げている。

### 利権によるメディアコントロール・忖度による報道の自粛
フロントロウ編集部によると、公共放送であるNHKをはじめ、日本の主要な新聞やテレビは2023年のカウアン・オカモトによる日本外国特派員協会で実名・顔出しでの記者会見まであえて全く報道しておらず、それ以降もごくわずかにしか報道されておらず、こうした主要マスメディアの対応がこのスキャンダルの大きな特徴であるとされた。またジャニーズ事務所が2023年に設置した「再発防止特別チーム」はこれらの現象を「メディアの沈黙」と題し、報告書にまとめ、提言した。

## 性加害顕在化までの経緯（2022年まで）

### 一部出版社による告発
喜多川が事務所に所属する男性タレントに対して猥褻な行為を行っているという噂や、裁判での証言は1960年代からあり、1960年代前半には、東京都豊島区に存在していたタレント養成所「新芸能学院」の生徒に対して喜多川が性加害を行っていたとされ、その「新芸能学院」の名和社長とトラブルになり喜多川は追放処分を受けている。その際に、メリー喜多川が「私がちゃんと揉み消すから」「この辺で引き上げ時だよ」と発言していたとの証言もある。しかしこの問題は、日本の一部出版社でのみ扱われ、例として、下記のような一部週刊誌で報じられた。
- 週刊サンケイ（1965年3月29日号、産経新聞出版局）『“ジャニーズ”売り出しのかげに』[90]
- 女性自身（1967年9月25日号、光文社）『ジャニーズをめぐる“同性愛”裁判　東京地裁法廷で暴露された4人のプライバシー』[90]
- 週刊現代（1981年4月30日、講談社）『たのきんトリオで大当たり 喜多川姉弟の異能』[90]
- 週刊文春（1999年10月以降[91][92]文藝春秋）

またデータハウス（1988年以降）や鹿砦社（1996年以降）により元所属タレントによる告発本（いわゆる暴露本）が出版されたが、むしろ筆者や出版社をゴシップで金儲けを企む輩との見方を強め、芸能界ではこれをタブー視したため一部の報道に留まっていた。
さらに、こうした喜多川の嗜好については、ラジオパーソナリティの浜村淳も自身の番組『ありがとう浜村淳です』の中で度々触れていた。

### 1964年の裁判
1964年には、ジャニーズ事務所が芸能学校「新芸能学院」と授業料の支払いと喜多川による生徒への猥褻行為を巡って裁判となり、その際に喜多川による性的虐待については当時、「ジャニーズ」（グループ名）はどうなるのか等と一部の週刊誌で記事化され、公になったが当時は同性愛へのタブー視と重なり、あまり表沙汰にならなかった。
法廷では、中谷良ら人気グループとなっていたジャニーズの4人が出廷し原告弁護士から性的虐待の有無について確認され否定しているが、中谷良が後の告発本で喜多川に「それが自分たちにとって最高の手段であるのだ」と説き伏せられ、決められた通りにした答弁であり、その後「あの証言は偽りで、性的虐待はあった」と語った。
その結果、東京地裁は「証拠がない」として性加害を認定しなかった。

### 元ジャニーズによる告発本（1988年 - 2005年）
下記のような、事務所に所属したタレントらにより事務所の内情を取り上げたいわゆる「暴露本」が出版された。
- 元フォーリーブスの北公次著『光GENJIへ』シリーズ（データハウス、1988年[18]） -  ミュージシャンのジーザス花園が翌年本書に影響を受け楽曲「ジャニー＆メリー」を制作[97][98]
- 元ジューク・ボックスの小谷純・やなせかおる著『さらば!!光GENJIへ』（データハウス、1989年）
- 元ジャニーズの中谷良著『ジャニーズの逆襲』（データハウス、1989年）
- 平本淳也著『ジャニーズのすべて―少年愛の館』（鹿砦社、1996年）
- 豊川誕著『ひとりぼっちの旅立ち － 元ジャニーズ・アイドル 豊川誕半生記』（鹿砦社、1997年3月）
- 元光GENJI候補の木山将吾（山崎正人）著『SMAPへ - そして、すべてのジャニーズタレントへ』（鹿砦社、2005年[18]）

### 噂の眞相の特集記事（1988年 - 1989年）
1988年（昭和63年） - 1989年（昭和64年/平成元年）にかけて、噂の眞相が特集記事としてこの問題を数回取り上げた。

### 週刊文春の特集記事と民事訴訟（1999年 - 2004年）
1999年（平成11年）、週刊文春がジャニーズ事務所に関する特集記事『ホモセクハラ追及キャンペーン』を掲載し、喜多川が所属タレントに対して「わいせつ行為」「ホモ・セクハラ行為」を行い、事務所では未成年所属タレントの喫煙などがあると報道した。
週刊文春は取材対象に対して20時間以上のインタビューを行い、重要な点には複数の取材対象に様々な角度から質問を行い確認している。一連の特集記事では、10名以上の少年および事務所OBが、1960年代から90年代にかけての出来事について取材に応じて語っている。記事では、インタビューを受けたジャニーズ事務所に所属していた少年たちが、主に喜多川の自宅（通称「合宿所」）で、夜ベッドで寝ている際に「わいせつ行為」や「ホモ・セクハラ行為」を受けていたことが語られていた。また喜多川は京都や大阪に出張した際に宿泊するホテルでも、関西ジャニーズJr. の少年らを泊まらせて同様の行為をおこなっていたと述べられていた。同誌によると、一連の特集で取材に応じたすべての少年が、「親には絶対に言えません」と話したという。
同誌は喜多川が少年たちの夢への思いを利用して自らの欲望を満たしていると非難し、こうした行為が東京都や大阪府の青少年健全育成条例に抵触するおそれがあると指摘した（2017年の法改正で強制性交等罪が新設されるまで、強姦罪の被害者として認められるのは女性に限られていた。タレント事務所の社長が、それに抵抗することが困難な所属タレントに対して圧倒的な力関係を背景に性交を迫っても、暴行や脅迫を用いたとはいえず強姦罪や強制わいせつ罪として処罰することはできなかった。また日本の性交同意年齢は、2023年7月13日に16歳に引き上げられるまで、明治時代から13歳のままであったため、13歳以上であれば「抵抗が著しく困難になるほどの暴行または脅迫があったこと」が証明できなければ、強制性交等罪や強制わいせつ罪は成立しなかった。そのため、法律違反ではなく条例違反を指摘する形となっている）。
これらの記事は、衆議院の特別委員会でも取り上げられた。週刊文春の報道に対し、ジャニーズ事務所・喜多川は記事が名誉毀損であるとして文春に対し、1億円あまりの損害賠償を要求する民事訴訟を起こした。

#### 裁判で問題になった記事
出典:
| 掲載順 | タイトル                                                                                              | 掲載号           | 記事内容                                                                                          |
| ------ | --- | ---------------- | ------------------------------------------------------------------------------------------------- |
| 1      | 元フォーリーブス青山孝 衝撃の告発 芸能界のモンスター「ジャニーズ事務所」の非道 TVも新聞も絶対報じない | 1999年10月28日号 | フォーリーブスへの冷遇                                                                            |
| 2      | 「芸能界のモンスター」追及第2弾 ジャニーズの少年たちが耐える「おぞましい」環境 元メンバーが告発       | 1999年11月4日号  | ジャニー喜多川による性加害、ジャニーズJr.の飲酒喫煙、学校に行けないスケジュールを課している       |
| 3      | 「芸能界のモンスター」追及第3弾 ジャニーズの少年たちが「悪魔の館」合宿所で強いられる〝行為〟          | 1999年11月11日号 | ジャニー喜多川による性加害                                                                        |
| 4      | 追及キャンペーン4 マスコミはなぜ恐れるのか テレビ局が封印したジャニーズの少年たち 集団万引き事件      | 1999年11月18日号 | ジャニーズ事務所によるジャニーズJr.の万引行為の隠蔽、マスメディアのジャニーズ事務所への恐れ・追従 |
| 5      | 芸能界のモンスター 追及第5弾 ジャニー喜多川は関西の少年たちを「ホテル」に呼び出す                     | 1999年11月25日号 | ジャニー喜多川による性加害、関西出身のジャニーズJr.たちの給与面などにおける冷遇                   |
| 6      | 芸能界のモンスター 追及第6弾 ジャニーズOBが決起 ホモセクハラの「犠牲者」たち                          | 1999年12月2日号  | ジャニー喜多川による性加害、所属タレントの冷遇                                                    |
| 7      | 芸能界のモンスター 追及第7弾 ジャニー喜多川「絶体絶命」 小誌だけが知っている                          | 1999年12月9日号  | ジャニー喜多川による性加害                                                                        |
| 8      | 芸能界のモンスター 追及第8弾 ジャニーズ人気スターの「恋人」が脅された!                                | 1999年12月16日号 | ファンを無視したファンクラブ運営                                                                  |

2002年（平成14年）3月27日の一審判決では、記事で証言した少年2人も出廷したものの東京地裁は文春側に880万円の損害賠償を命じた。そのため、文春側はこれを不服として東京高裁に控訴した。地裁は少年らの供述の信用性を認めず、週刊文春が一審で敗訴した際には日本のテレビや新聞などメディアは大きく取り上げた。
二審で裁判所は、「これらの少年らの一審原告喜多川のセクハラ行為の態様及びその時の状況に関する供述内容はおおむね一致するものであり、かつ具体的である」として少年達の供述の信用性を評価し、一方、喜多川の反論の曖昧さを指摘しており、喜多川は「彼たちはうその証言をしたということを、僕は明確には言い難いです」と、少年達の証言が虚偽ではないと間接的に認める証言も残している。裁判では、性加害行為を告発した元ジャニーズの著作が証拠の一部として参照され、裁判官によって言及された。裁判所は週刊文春の取材は十分な裏取りがなされているものと判断した。
2003年（平成15年）7月15日の二審判決では、「ジャニーが少年らに対しセクハラ行為をしたとの証人少年A、同少年Bの各証言（一審と共に法廷で証言）はこれを信用することができ、これらの証拠によりジャニーが、少年達が逆らえばステージの立ち位置が悪くなったりデビューできなくなるという抗拒不能な状態にあるのに乗じ、セクハラ行為をしているとの本件記事は、その重要な部分について真実であることの証明があったものというべきである」として喜多川による所属タレントへの性的虐待を認定した。性的虐待部分の勝訴は取り消され、損害賠償額は一審の850万円から120万円に大幅に減額されたが、この判決は日本ではほとんど報道されなかった。アメリカの法学者・社会学者のマーク・D・ウェスト は「喜多川は敗訴したが、マスコミがほぼ報道しなかったことで、スキャンダル争いに勝利した」と述べている。

#### 裁判の論点と裁判所の判断
出典:
| 記事内容 | 真実性・相当性 |
| --- | -------------- |
| 喜多川が自社に所属する少年たちに対し、自分に逆らえばステージの立ち位置が悪くなったり、デビューできなくなるという抗拒不能な状況にあるのに乗じ、「わいせつ行為」「ホモ・セクハラ行為」（今でいう性加害行為）をした。 | 認める         |
| 自社に所属する少年らに対し、合宿所と呼ばれる喜多川の自宅等で、日常的に飲酒、喫煙をさせた。 | 認めない       |
| ジャニーズ事務所がジャニーズJr.による万引行為を隠蔽した。 | 認めない       |
| ジャニーズ事務所がフォーリーブスを冷遇した。 | 認めない       |
| ジャニーズ事務所が所属タレントを冷遇した。 | 認めない       |
| ジャニーズ事務所が所属する少年らに対し、学校に行けないスケジュールを課した。 | 認める         |
| ジャニーズ事務所が関西出身のジャニーズJr.の少年たちを給与面などにおいて冷遇した。 | 認める         |
| ジャニーズ事務所がファンを無視したファンクラブ運営を行った。 | 認める         |
| マスメディアがジャニーズ事務所を恐れ、追従した。 | 認める         |

ジャニーズ事務所・喜多川側は損害賠償額を不服として最高裁に上告したが、2004年（平成16年）2月24日に最高裁第三小法廷（藤田宙靖裁判長）は喜多川の上告を棄却した。文藝春秋が賠償を一定額命じられた一方で、ジャニーズ事務所所属タレントに対する喜多川のわいせつ行為についての文藝春秋記事の重要部分を真実と認める判決が確定した（賠償額は高裁判決の通り120万円）。

### 海外の報道（2000年）
1999年の『週刊文春』による告発キャンペーンを受けて、『ニューヨークタイムズ』『ガーディアン』が性加害疑惑について報じた。
ニューヨークタイムズは週刊文春とジャニーズの裁判が行われた後の2000年1月に初めて性加害問題を報じた。

### ジャニー喜多川の死（2019年）
2019年7月9日、喜多川が87歳で死去した。大規模な「お別れの会」が開催され、多くの関係者やファンらが参列した。当時の安倍晋三内閣総理大臣もその業績を称賛し、人徳を讃える弔電を送った。

### 週刊文春の報道（2019年）
2019年7月25日号
「本誌しか書けない稀代のプロデューサーの光と影 ジャニー喜多川審美眼と『性的虐待』」と題し、元ジャニーズの新たな証言を報じた。

### 海外の報道（2019年）
イギリスの『BBCニュース』は過去、事務所に所属していた少年たちから性的虐待（グルーミング）の告発が繰り返されたと掲載した。なお、日本のTV等の大手メディアではタブー視され報じられないことについても掲載した。
フランスのAFPも、ジャニーズ事務所に集まった少年たちを虐待していたという疑惑も浮上したと報じている。
アメリカのニューヨーク・タイムズでは、少年たちへの性的虐待を認定した東京高裁判決にも触れている。

### 元ジャニーズの証言（2021年）
2021年1月2日には、前田航気（元7MEN 侍）が海外向けエンタメニュースサイト「ARAMA！JAPAN」でのインタビューで喜多川の性的虐待に触れた。

## 性加害の問題化（2023年〜）

### BBCの長編ドキュメンタリー（2023年）
イギリスのBBCは、英国アカデミー賞・英国王立テレビ協会賞を受賞したジャーナリストのモビーン・アザールがリポーターを務める、喜多川の性加害を題材とした長編ドキュメンタリー『J-POPの捕食者 秘められたスキャンダル』を、イギリス時間で2023年3月7日午後9時（日本時間の3月8日午前6時）からBBC Twoで放送した。喜多川の性加害の被害者である元ジャニーズJr.へのインタビューや、ジャニーズ事務所への直接取材が断られる様子などが放映された。
日本でも、イギリスでの放送後の3月8日の昼頃にYouTubeのBBC News Japan公式チャンネルで3分37秒間の日本語字幕付きのダイジェスト動画を公開。3月18日には『BBCワールドニュース』が『J-POPの捕食者 秘められたスキャンダル』の日本語題で午後6時10分から50分間放送。6月17日には、テレビ放送ではカットされた約5分間の内容と放送後の動向報道をエンディングにテロップで付け加えた、日本語字幕付きの本編動画が上記YouTubeチャンネルで無料公開された。
BBCでの放送後には、韓国の朝鮮日報のほか、イギリス紙のガーディアンやアメリカの三大ネットワークの一つでもあるABC、ジャニーズがコンサートを行うことが多い香港や台湾などのメディアも報じている。
FRIDAYによるアザール記者へのインタビュー記事によれば、ドキュメンタリーを制作した経緯についてBBCの記者は週刊文春からジャニー喜多川の性加害裁判の話を聞き、なぜ大きく報道されないのか興味を持ち、4年間の構想・リサーチを経て2022年8～9月には本格的に日本で取材を開始したと語っている。新型コロナウイルスの感染拡大の影響で少し形にするのが遅れたという。

### 「週刊文春」の報道（2023年）
2023年3月23日号の週刊文春は、BBCの報道とは別に新たな元ジャニーズJr.の性被害を報じた。文春によると、当時13歳だった少年が喜多川からの性被害に遭ったと語った。
BBCに取材協力している週刊文春は、『BBCワールドニュース』で放送されるのを機に同誌が過去に報じた喜多川の性加害の記事を再公開した。
2023年3月30日号の週刊文春では、新たな元ジャニーズJr.の性被害を報じた。90年代にジャニーズJr.だった、2023年現在30代の男性が文春の取材に協力した。
2023年4月6日号の週刊文春では、元ジュニアで6人目の被害告白が掲載された。
週刊文春のウェブサイトと2023年4月20日号にカウアンと同世代の20代後半で、カウアンと酷似した体験を告白する8人目の証言者（D）の証言が掲載された。

### 元ジャニーズJr.の実名での記者会見（2023年）
2023年4月12日、元ジャニーズJr.のカウアン・オカモトが日本外国特派員協会で記者会見を行いジャニーズ事務所に所属していた15歳から退所まで、喜多川から計15-20回の性暴力を受けたと公表した。
カウアンは週刊文春の取材を受けた際に、「日本のメディアは残念ながらこの問題について極めて報じにくい状況にあります。BBCが報じたように外国のメディアなら取り上げてくれるのでは」と言われ、この記者会見を受けることにした。「こうやって記者会見を開くことで、日本（のメディア）が取り上げなかったとしても世界で取り上げていただけるので、そこは覚悟して話している。（日本メディアは）取り上げないだろうなと思って話してるんですけど、僕だけじゃなくて、匿名の方もたくさんいるので、もしかしたら変わるかもしれないって希望はいだいてます。」と語った。
さらにカウアンは喜多川のマンションに一度に泊まれる人数が最大20人で毎回それくらい呼ばれており、被害者は（カウアンがジャニーズ事務所に在籍した範囲で）少なく見積もって100人、200人はいるのではないかと推測している。
カウアンのこの記者会見では、同問題に対して黙殺を貫いてきたNHK等が質問をする姿も見られた。NHK記者の主要メディアが報道していたらジャニーズ事務所に行かなかったかという質問に対し、ジャニーズ事務所に入所した当時、喜多川の所属タレントに対する性的虐待疑惑は特にニュースになっておらず、知る余地がなかったので知らなかった、もしテレビが取り上げていたら親も行かせないだろうし、入所しなかったのではないか、と振り返った。
カウアンの記者会見の後、NHKは4月13日に本件についてテレビで報道し、日本のテレビ局として喜多川の性加害に関する初めてのテレビ報道となったが、視聴者の少ない夕方4時の5分ニュース枠で時間は2分であり、視聴者数の多い19時台以降のニュース番組では取り上げられなかった。また自社のウェブニュースサイトであるNHK NEWS WEBにも初めて記事を掲載した。NHKメディアの林理恵総局長も定例記者会見でカウアンの記者会見の報道について質問され、「NHKとしてきちんと発信していると考えています」と述べた。KAI-YOU.netの恩田雄多編集長によると、この時点では民放のテレビ局各社は一切報じておらず日本国内ではNHKのみが報じていた。
大手新聞の報道も消極的であった。2023年4月13日、毎日新聞・日本経済新聞・産経新聞は共同通信に加盟していることから前述の配信記事を引用する形で、朝日新聞と読売新聞も同日付朝刊とウェブサイトにて掲載した。ラジオ局についても会見当日の4月12日夕方にCBCラジオとTBSラジオ、文化放送がそれぞれ数分間報じるのみだった。
TBSテレビは4月22日に『news23』で約1分半報道。
翌日、『サンデーモーニング』でも同様の内容を報道した。
民放テレビ局での報道が遅れたことについて、カウアンの記者会見を取材した日本メディアの1社でもある日本テレビの下川美奈記者が性被害などを採り上げる場合、被害者の主張が一方的になる事を防ぐことや裏取りの入手を目的として、相手側（加害者またはその関係者）の反応も併せて報じることを原則としているが、当初ジャニーズ事務所は共同通信と一部新聞にのみコメントを出す「メディア選別」を行っていたためであると語っている。
海外メディアでも報じられており、イギリス紙デイリー・テレグラフのオンライン版でもあるthe Telegraphは、業界関係者らがイギリスの著名なテレビ司会者で死後に未成年者らへの性犯罪問題が明らかになったジミー・サヴィルや、性加害問題などで失脚したアメリカの著名な映画プロデューサーだったハーヴェイ・ワインスタインの事件と今回のケースを比較していることを伝え、喜多川について「日本のジミー・サヴィル（Japan’s Jimmy Savile）」と報じている。

### ジャニーズ事務所による内々の対応（2023年4月）
2023年4月21日、朝日新聞および東京新聞はジャニーズ事務所が社員や所属タレントを対象に喜多川による性被害の聞き取り調査を行った結果などを、藤島ジュリー景子現社長名義の文書で取引先企業に報告したことを報道した。社内ヒアリングのため十分ではないとしつつ、この時点で問題点は確認されていないとしている。
喜多川が故人であることから事実確認は困難だとしつつ、「問題がなかったなどと考えているわけではございません」「メディアでの報道、告発等については真摯に受け止めております」と釈明した。また、すでに退所した元タレント向けの相談窓口を設ける考えも、文書で示した。
東京新聞には文書全文が載っており、文書の最後に伝えたいこととして「弊社タレントは皆、それぞれが日々の並々ならぬ努力や研鑽によってのみ輝いているものと存じます。そのことだけは、どうかご理解いただき、引き続きお力添え賜りますよう、何卒よろしくお願い申し上げます。」とした。同日付のしんぶん赤旗は、相次ぐ被害の告発について触れ、ジャニーズ事務所は性加害の疑惑に口をつぐむべきではないと批判した。
2023年4月24日、これまで地上波で喜多川の性加害問題の報道を取り上げてこなかった民放テレビ局が、朝日新聞などが報じたジャニーズ事務所が取引先に報告した文書を中心に短く報じた。

### ファンによる署名活動（2023年5月）
2023年5月12日、一部ジャニーズファンの団体「PENLIGHT」が「ジャニーズ事務所の性加害を明らかにする会」を立ち上げて署名活動を行い、集まった署名約1万6000筆を同事務所に郵送で提出したと記者会見を行った。

### 藤島ジュリー景子社長の録画メッセージ公開と書面回答（2023年5月）
2023年5月14日（新聞休刊日前日の日曜日）の夜、ジャニーズ事務所は本問題に対して公式ホームページで1分程度の動画を配信し、同時に書面にてメディアからの質問に対する見解が発表された。藤島ジュリー景子社長が「創業者ジャニー喜多川の性加害問題について、世の中を大きくお騒がせしておりますこと心よりお詫び申し上げます。何よりまず被害を訴えられている方々に対して深く、深くお詫び申し上げます」などと語った。性的虐待の事実認定については「問題がなかったとは一切思っておりません。」としつつも、喜多川がすでに亡くなっていることもあり、「『事実』と認める、認めないと一言で言い切ることは容易ではない」として明言を避けた。性的虐待の事実については、ジュリー社長は「知りませんでした」と述べ、社内での情報共有がされておらず喜多川と姉のメリー喜多川の2人が独裁的に会社運営を行っていたためであるとしている。ジュリー社長は週刊文春との裁判当時も取締役という立場にあり、にもかかわらず問題を知ろうとしなかった責任が自身にもあると述べた。
再発防止については社内に「コンプライアンス委員会」を設置し、元環境相で心療内科医の鴨下一郎監修の下、社外に「心のケア相談窓口の開設」を設け、前検事総長で弁護士の林眞琴を中心とした3人の「外部専門家による再発防止特別チーム」を設置し、2023 ワールド・ベースボール・クラシック日本代表(侍ジャパン)でヘッドコーチを務めた白井一幸ら「外部有識者3名の社外取締役」を就任させ、対策に取り組むとした。第三者委員会は設置せず、ジュリー社長の引責辞任も行わないと述べた（7月1日に「外部専門家による再発防止特別チーム」に、上智大学総合人間科学部心理学科の准教授で、犯罪被害者・遺族の精神的ケア・治療、男性の性被害ついての研究・調査にも取り組む斎藤梓が加わっている）。
社長メッセージに対して、性被害にあったことを書籍で告発した平本淳也が数十年前から告発する声や週刊文春の裁判もあったのに、知らなかったとの説明にはあきれてしまうと話した。
録画メッセージ公開と書面回答に対しては、事実確認をせずに再発防止と言われても意味が分からない、社外取締役などの人選は適任なのか、選ばれた理由は何なのか、ジャニーズ事務所が設置した窓口に相談したい人はいるのか等、様々な批判・疑問が寄せられた。性的虐待の事実認定について、ジュリー社長は明言は避けたが、「再発を防止する」とは防止すべきことが既にあったことを前提としており、「性的虐待が事実であれば」という但し書きもなく、「再発防止特別チーム」が設置されたということは、性的虐待の事実を認めたということである、という見方もある。

### NHKによる初の番組（2023年5月）
NHKは2023年5月17日の『クローズアップ現代』で、「“誰も助けてくれなかった” 告白・ジャニーズと性加害問題」と題し、喜多川の性加害疑惑を初めてテーマとして取り上げ、取材した特集を放送した。

### 被害者による被害者窓口の設置（2023年5月）
被害を訴えている元ジャニーズJr.で俳優の橋田康が5月26日、日本外国特派員協会で記者会見し児童虐待の防止等に関する法律（児童虐待防止法）の改正を求める署名活動の開始と、喜多川による性被害を受けた人のための連絡窓口の設置を発表した。

### 被害者らによる児童虐待防止法の改正を求める署名の提出（2023年6月）
被害を実名で明かしている元所属タレントの橋田、カウアン、二本樹顕理の3人が2023年6月5日に国会を訪れ、未成年への性的虐待を防ぐための児童虐待防止法の改正を求めて、主要6政党（自民、公明、立憲民主、日本維新の会、国民民主、共産）に3万9326筆の署名を提出した。
同日、日本テレビの『news zero』でニュースキャスターを務める嵐の櫻井翔が初めてこの問題について言及し、「今までのジャニーズJr.のメンバーにも、他に被害を受けた人がいるかもしれないですが、臆測でモノを言うと傷ついてしまう人がいる。それは避けなければならないと」「話したくない人の口を割らせることなく、プライバシーを保護したうえで、何があったのかを調査してほしいです」「あらゆる性加害は許せないですし、起こしてほしくないです」とコメントした。

### 「ジャニーズ性加害問題当事者の会」の発足（2023年6月）
元ジャニーズJr.の二本樹と中村一也が発起人となり、2023年6月26日に「ジャニーズ性加害問題当事者の会」を創設した。メンバーの主がジャニーズ事務所に所属した経験を持ち、また喜多川による性被害を被り、その事件を告白・告発したメンバーで立ち上げた有志の組織である（8月26日時点で、発起人以外に平本淳也、石丸志門、志賀泰伸、イズミ（仮名）、ハヤシ（仮名）、大島幸広の計8名が所属している）。

### 国際連合人権理事会による調査の開始（2023年7月）
2023年7月12日、国際連合人権理事会の「ビジネスと人権」作業部会が2023年7月下旬に来日し、被害を訴える当事者への聞き取り調査に乗り出すことが関係者への取材で判明した。作業部会は2023年7月下旬から2023年8月上旬にかけて来日し、東京と大阪で当事者のヒアリングを行うことを予定していた。弁護士を通じて作業部会から打診があったという。作業部会は今回の来日でジャニーズの問題のほか、被雇用者の人権などについて日本政府や企業関係者らと面談する予定としている。調査結果を踏まえ、日本に対する勧告を含む報告書が2024年6月に行われる国連人権理事会に提出される。
共同通信の配信した記事は、国連人権理事会の作業部会がジャニーズ性加害調査を目的に来日するような報道であり、7月13日の内閣官房長官記者会見でも東京新聞の望月衣塑子記者からその報道を前提とした質問があったが、松野博一内閣官房長官は「今回の訪日、同作業部会はご指摘のような特定の問題の調査を目的としたものではないと承知しております」と返答した。
2023年7月25日、国連人権理事会の専門家による被害を訴える元タレントへの聞き取り調査が行われた。
2023年8月4日、国連人権理事会の「ビジネスと人権」作業部会のメンバーが会見を行った。「ジャニーズ事務所のタレント数百人が性的搾取と虐待に巻き込まれるという、深く憂慮すべき疑惑が明らかになった」と記述し、「日本のメディア企業は数十年にもわたり、この不祥事のもみ消しに加担したと伝えられている」とした。

### 外部専門家の特別チームが性加害を事実認定、藤島ジュリー景子社長への辞任要求（2023年8月）
2023年8月29日、ジャニーズ事務所が設置した外部の専門家による再発防止のための特別チーム（座長・林真琴、飛鳥井望、斎藤梓）が会見を開き、調査報告書をジャニーズ事務所側に提出したことを明らかにした。特別チームは2023年5月26日から8月29日までの3か月間調査を実施し、被害者など23人（うち現役2名）、事務所関係者18人の計41人に対し、対面、オンライン、電話、メールのいずれかの方法でヒアリングを行ったとしており、喜多川が1950年代に性加害を行って以降、ジャニーズ事務所では1970年代前半から2010年代半ばまでデビュー前の多数の10代を中心とする少年たちに長期間にわたり、広範に性加害を繰り返していた事実が認められた、と報告した。
問題の原因として、根本的には喜多川の性嗜好異常と事務所の共同創業者であった姉のメリー喜多川を挙げており、被害の拡大を招いた最大の要因としてメリー喜多川が弟の少年たちへの性加害を知りながらも問題を放置し、外部に対して徹底的に隠蔽したことを指摘している。またジュリー社長も少なくとも喜多川による性加害の疑惑について認識していたが、その事実について積極的な調査をする等の適切な対応をとらなかったと批判し、ガバナンスを強化し解体的出直しを行うために「社長は辞任すべきと考える」と述べている。
再発防止策として、組織として喜多川の性加害が事実であることを認め、被害者に真摯に謝罪すること、すみやかに被害者と対話を開始し、被害回復のための適正な補償をする「被害者救済措置制度」を構築する等の救済に乗り出すこと、国際的に見ても適切な人権方針を作成し順守すること等を提言した。
「ジャニーズ性加害問題当事者の会」は会見に対し、「期待していた以上の調査結果」「『性加害の認定』が実効的な提言としてここに記されたことは大きな成果として、私たちの悲痛なる告白がそのまま反映されたものだと素直に受け止められます。」と述べ、高く評価したが、ジュリー社長への辞任要求については、性加害問題の対応は「『これらの問題を知っていた』現トップ経営者が担う重き職責」であり、「辞任して責任から逃れることは許しがたい」と、社長に留まり責任を果たすことを求めた。副代表の石丸志門も「被害者への救済が体裁を整えるだけのものでなく救済される側が『救済された』と感じることができるかが重要だと思います。今後、ジャニーズ事務所が予定している会見では事実認定や救済措置について具体的に示して欲しいです。」と述べた。

### ジャニーズ事務所が性加害の事実を認めて謝罪、社長交代（2023年9月）
2023年9月7日、ジャニーズ事務所は同年8月の特別チームの報告・提言を受けて記者会見を行った。会見の冒頭でジュリー社長は創業者の喜多川の一連の性加害について会社としても個人としても認め謝罪、同月5日付で引責辞任し、後任の社長に所属タレントで少年隊の東山紀之が同日付で就任した事を発表した。ジュリー社長は「被害者への補償を責任をもって全うするため」として、代表取締役には留まる。また白波瀬傑副社長も同日付で引責辞任した。
ジュリー社長は被害者の救済、所属しているジャニーズJr.の心のケア以外の業務執行には関わらないとしている。被害者に対しては事務所として補償を行う予定で、準備中であると述べた。具体的な補償の内容は明らかにされていない。
ジュリー社長、東山、ジャニーズJr.のプロデュースを行うジャニーズアイランドの社長として登壇した元V6の井ノ原快彦も、性加害について噂としては知っていたが、事実と認識してはいなかったと述べた。
東山は会見で、「人類史上最も愚かな事件だと思います」と断罪した上で年内をもって芸能活動を退き、社長業に専念することを公表した。また東山は取り沙汰されている、喜多川の名称が冠されている会社名変更問題に関しては「名称に関して大変議論しました。どうするべきか、これだけの犯罪なので、これを引き続き守るべきか。ただジャニーズというのは創業者の名前であり初代でもあり、大事なのはこれまでタレントが培ってきたプライドなど、その表現の1つと思っています」と、会社名変更を行わない方向であることを示した。なお、調査報告書で明言された「同族経営」の弊害の温床ともなっているジュリー社長が同社株を100%所有している件に関して、ジュリー社長は協議中であると回答した。東山は喜多川に対し、「やってることは鬼畜の所業だと思ってます。今は愛情などほとんどありません。」と述べた。
一方、事務所側の会見後「ジャニーズ性加害問題当事者の会」も会見を行い、その中で代表の平本淳也が「事務所の会見で最も評価できるのはジュリー氏が登壇したことです。原稿を見ずに自身のことばとして発言したと思う。今後どのように進んでいくのか、まだ手放しで喜べる状態ではないですが、当事者の会のメッセージや要請をくんでほしいです」と一定の評価を示した。その一方で、東山の新社長就任ならびに社名変更の否定などについては懐疑的なコメントを述べた。
なお、NHK及び各在京の民放テレビ局はこの会見を受けそれぞれコメントを発表し、NHKは「今後は、所属事務所の人権を尊重する姿勢なども考慮して出演者の起用を検討したいと考えております。」とし、今後の所属タレントの起用方法について言及した。一方、日本テレビ・テレビ朝日も「現時点でジャニーズ事務所所属タレントの番組出演について変更する予定はございません。」という旨のコメントを発表した。またテレビ東京・TBSテレビ・フジテレビも「今後の事務所の対応について注視するつもりです」としつつも、所属タレントの起用については明言を避けた。
この記者会見に先立ち、様々な世界記録を認定し収集しているギネスワールドレコーズは、同社が認定していた喜多川関連の世界記録を同月6日付で同社の公式サイトから削除する措置を執った。記録自体の取り消しについては「喜多川が有罪となった際に精査する」としている。

#### 会見後～東山新体制発足までの動き
記者会見から約一週間後の9月13日、事務所側はウェブサイト上でコメントを発表した。発表は冒頭で被害者に謝罪し、被害補償の方針と再発防止策を講じるとした。被害救済としては、再発防止特別チームからの提言に従い被害者救済委員会の設置と補償受付窓口の開設をするとした。その上で、この問題は「加害者である故ジャニー喜多川と弊社の体制」に原因があるとして、「失った信頼を回復できるように全力を注ぐ」とともに、今後1年間の広告や番組への出演料は全てタレント本人に支払い芸能プロダクションとしての報酬は受け取らないと発表した。9月15日には、ウェブサイト上にて被害の補償受付を開始した。
9月19日、ジャニーズ事務所は取締役会を開き「今後の会社運営に関わる大きな方向性について」議論を行い、「向かうべき方針を確認した」とホームページで公表。取締役会では、記者会見でも問題点として挙げられた「ジャニーズの社名変更」「ジュリー前社長が保有する株式の取り扱い」「被害補償の具体的な方策」「所属タレントや社員の将来」などについて、あらゆる角度から議論を行ったという。事務所では進捗内容について、新体制発足後となる10月2日に説明するとしている。
9月21日、新社長の東山が被害を訴えていたうちの一人である橋田康に事件後初めて面会し、その場で謝罪したことを橋田が自らのX（旧・ツイッター）で明かした。この中で「東山社長と対話させていただきました。本当に苦しい思いをさせてしまって申し訳なかったと伝えてくれました」とつづり、東山から直接謝罪を受けたことを明らかにした。橋田が翌22日放送の『情報ライブ ミヤネ屋』（読売テレビ制作・日本テレビ系）に生出演し、その内容について明かしており、会談には東山に加えジャニーズアイランド社長の井ノ原も同席した。東山は「立って待っていてくださって、苦しい思いをさせて申し訳なかったと。まずは謝罪から」と様子を説明した。井ノ原は「威圧感があったり、苦しかったりしたらすぐに言ってくださいと、部屋に入る前にお声がけくださった」とも明かした。橋田は「ぼくがタレントさんを苦しめたり、ファンの方を苦しめたりしていること、申し訳なさを伝えたら『変わるきっかけをくれてありがとう』と。きちんと前を向いて下さっていると分かって、少し救いになった」とも話していた。
9月28日、具体的な再発防止策や東山新体制のメンバー、新社名などを公表する記者会見を10月2日に東京都内で開くことを正式に発表した。なお、ジャニーズWESTの中間淳太が毎日放送の『よんチャンTV』に出演した際、二度目の記者会見の前に会見の内容の説明や各タレントに対し質問をする時間が設けられていたことを明かした。

### 東山・井ノ原新体制の発足とジャニーズ事務所の廃業決定（2023年10月～11月）
10月2日、事務所側の二度目の会見が開かれた。司会は元NHKアナウンサーの松本和也が務めた。
会見では、ジャニーズ事務所はタレントの育成やマネジメント事業から撤退する事と共に社名を10月17日付で「SMILE-UP.」に変更することが発表された。この会社で被害者への補償を行い、補償完了後は廃業する。この会社とは別に新しい会社を設立し、現在ジャニーズ事務所に所属しているタレントのうち希望する者と、個人またはグループの単位でエージェント契約を結んでいくことを発表した。新会社の代表取締役社長は東山紀之、副社長は井ノ原快彦が務め、新会社の会社名は、ファンクラブ会員による公募で決定する。なお、ジュリー前社長については「SMILE-UP.」に留まり補償に専念することとし、新会社には一切関わらないとしている。
会見では現在、設けている被害者の補償窓口について9月30日時点で478人の申し出があり、このうち325人が補償を求めていることが明かされた。このうち、ジャニーズ事務所への過去または現在の在籍確認ができたのは、会見時点で約150人であるという。
これを受け、NHKならびに在京の民放テレビ局が同日放送のニュース番組などで声明を発表するなどし、それぞれの報道姿勢を示した。会見内容を踏まえ、NHKは「被害者への補償と再発防止に向けた取り組みが着実に実施されているか確認」、日本テレビは局として申し入れた内容を伝えながら「日本テレビはその取り組みが早急かつ確実に実施されるようジャニーズ事務所と適切な対話を続け、進捗を注視してまいります」、テレビ朝日は「被害者の補償・救済を速やかに、かつ誠実に実施するよう求めて参ります」、TBSは9月13日に行った要望内容を紹介しながら「ジャニーズ事務所が被害者の救済・補償や人権侵害の防止に具体的に取り組み始めたことを示すもので、改革の緒についたものと受け止めています。TBSは先日行ったジャニーズ事務所への要望に基づき、今後も定期的な対話を通じて、被害者の救済や二度と人権侵害を起こさないよう組織体制の構築をより具体的に進めるよう促して参ります」。フジテレビは「このたび示された方針が速やかに実行されていくよう求めてまいります。ただ、具体的にはまだ詳細が不明な部分もあり、引き続きジャニーズ事務所の対応を注視してまいります」。テレビ東京は「ジャニーズ事務所の発表内容は、経営ガバナンス強化や被害者救済の早期実施などを求めたテレビ東京ホールディングスの申し入れに沿った内容であり、解体的な出直しに向けて一定の前進はあったと受け止めています」とコメントした。
10月3日、「ジャニーズ性加害問題当事者の会」のメンバーと社長の東山・ジュリー前社長が初めて面会を果たす。
10月5日、ジャニーズ事務所の本社屋ビルで、社名「Johnny＆Associates」の看板を撤去するための作業が始まった。看板は翌6日の午前中までに完全に撤去された。
10月13日、日本作曲家協会は没後、喜多川に贈った日本レコード大賞の特別音楽文化賞を取り消したことを明らかにした。
10月16日、この日いっぱいを以て創業以来61年間掲げられた「ジャニーズ事務所」の屋号が消滅した。翌10月17日より新社名「SMILE-UP.」に改められた。
10月17日、所属タレントとエージェント契約を結ぶ新会社の社名の募集がスタートした。募集期間は、この日の午後6時より同月31日午後11時59分までとした。
10月18日、映画演劇文化協会は喜多川に生前贈った菊田一夫演劇賞の特別賞を取り消したことを発表した。
10月30日、SMILE-UP.社長の東山が兼任する予定だった、所属タレントとエージェント契約を結ぶ新会社の社長就任を東山が断念することが報道された。
11月8日、SMILE-UP.の公式サイト内に被害補償特設サイトが公開された。
11月13日、12月31日放送の『第74回NHK紅白歌合戦』の出場者が発表されたが旧ジャニーズ事務所からの選出はゼロとなった。これは、1979年以来44年ぶりのこととなった。

#### 二度目の会見を巡るトラブル
二度目の会見では、前回とは異なり「会見時間は二時間」、「一社一問まで」という制約が課せられていたが、会見自体に指名NGリストがあったことが報道で明らかになった。会見を運営したFTIコンサルティングはこの件に関して陳謝した。
| 名前       | 所属                   |
| ---------- | ---------------------- |
| 望月衣塑子 | 中日新聞社（東京新聞） |
| 鈴木エイト | やや日刊カルト新聞     |
| 本間龍     |                        |
| 松谷創一郎 |                        |
| 尾形聡彦   | Arc Times              |
| 佐藤章     | 五月書房新社           |

### 新会社「STARTO ENTERTAINMENT」発足（2023年12月）
12月8日、SMILE-UP.はファンクラブ向けの動画にてタレントのマネジメントを担う新会社の名称を『STARTO ENTERTAINMENT』（スタートエンターテインメント）と発表、STARTOの社長にコンサルティング会社社長の福田淳が就任した。またSMILE-UP.副社長の井ノ原快彦が同日付で副社長を退任し、STARTOの取締役COO（最高執行責任者）に就任した（その後井ノ原は2024年4月10日の時点で取締役COOから取締役CMO（最高マーケティング責任者）に役職変更している）。各種態勢の整備や業務の引継ぎ等を行い、2024年4月10日に全面稼働開始した。

### その後の経緯（2024年1月～）
2024年3月28日、BBCは同月30日に『捕食者の影 ジャニーズ解体のその後』と題して、モビーン・アザーによるジャニーズ事務所のその後を伝える特別番組を放送することを発表した。また、同年2月にアザーが再び訪日した上でSMILE-UP.社長の東山との単独インタビューを行っていたことも明らかにした。
同日、BBCは前述のインタビューの際に社内調査で喜多川とは別に事務所スタッフ2人が性加害を行っていたことを東山が明らかにしたと報じた。この内の1人は東山の元マネジャーだったとしており、2人は既に退社している(もう一人はジュニアのマネジャー)。SMILE-UP.は同日「当該スタッフについては、前年（2023年）9月までに関係法令および就業規則等に従って厳正に対処した」との声明を発表した。
9月3日、被害者らでつくる「ジャニーズ性加害問題当事者の会」は、同月7日付けで会を解散するとの声明を発表。
2024年12月、元所属タレント2人は滞在先のアメリカで性的暴行を受け、身体的・精神的な苦痛を受けたとSMILE-UP.社とSTARTO ENTERTAINMENT社に合わせて3億ドル（日本円で460億円余り）を求める訴えをアメリカの裁判所に提訴した。SMILE-UP.社は米国の裁判所には管轄は認められないとの見解を示し、STARTO ENTERTAINMENT社は別の法人で無関係とコメントした。
被害補償では、2025年2月に補償を求める男性4人を相手取り補償の枠組みで収まらなかったことについて、損害賠償債務が存在しないことの確認などを求める訴訟を提訴した。また補償金を支払う義務がないと事務所が確認を求めた裁判は被告代理人によると申告に変わりはないが、心理的負担を考慮したとして争わず2025年2月10日に終結した。
藤島ジュリー景子は、2025年7月18日に発売された書籍『ラストインタビュー　藤島ジュリー景子との47時間』にて、「長い間、本当に知りませんでした」と改めて釈明。一方、裁判などで「噂」は認識していたとし、深く知ろうとしなかったことが「私の最大の過ち」だと述べた。

## 再発防止特別チームによる調査報告
2023年8月29日、「外部の専門家による再発防止特別チーム」による調査報告書が、ジャニーズ事務所に提出された。
特別チームは喜多川が（ジャニーズ事務所設立前の）1950年代に性加害を行って以降、ジャニーズ事務所では1970年代前半から2010年代半ばまで、デビュー前の多数の10代を中心とする少年たちに、長期間にわたり、広範に性加害を繰り返していた事実が認められた、と報告している。被害者の年齢層の中心は13 - 15歳で、被害者の数は「少なく見積もっても数百人がいるという複数の証言が得られた」という。
ジャニーズ事務所では、社長の喜多川の自宅（原宿及び六本木との証言が多い）に未成年のジャニーズJr.を10人程度同時に宿泊させるという行為が常態化していた。特別チームによると、公演先の宿泊先ホテルなどでも性的虐待が行われ、一晩で複数のジャニーズJr.に対し性的虐待を行うこともあった。性加害は、抵抗を抱きにくい入浴やマッサージから始まり、徐々にエスカレートした。特別チームの調査で、「性器を弄ぶ、口腔性交、肛門性交等」といった性的虐待の詳細が判明した。
喜多川が少年らに同意なき性行為の強要を繰り返した原因として、喜多川の「強烈かつ持続的な性的関心」を伴う思春期の少年を性愛の対象とする性愛の表現型が異常な性嗜好異常を、被害の拡大を招いた最大の要因として、姉でジャニーズ事務所を経営していたメリー喜多川による外部に対する徹底的な隠蔽を指摘している。

## 補償問題
旧ジャニーズ側が「被害者救済委員会」を設置。元裁判官の弁護士3名により、ジャニーズ所属者の被害状況を聞き取りを行い、個別に賠償査定して和解手続きを行うこととなった。
この委員会は裁判官も務めたこともある3人の弁護士、森倫洋（現　AI-EI法律事務所　代表パートナー・元西村あさひ法律事務所パートナー）、定塚誠（現　AI-EI法律事務所・顧問弁護士）および杉原麗（現　霞総合法律事務所パートナー）で構成されている。この3人で独立性を維持して運営と判断が行われるとしている。
しかしながら、顧問弁護士の木目田裕をはじめ、チーフ・コンプライアンス・オフィサーの山田将之、被害者救済委員会の森と西村あさひ法律事務所系の関与が過ぎるとの批判がある。
なお、森倫洋は西村あさひ法律事務所所属の2014年、 日本弁護士連合会より、「自己が関係をしている訴訟の第1審判決について、自ら及び同僚弁護士が記載した同判決への批評記事を、出版社に働き掛けて匿名または編集部名義で法律雑誌に掲載させ、あたかも第三者が記載した批評記事であるかのように偽って記事を掲載させるとともに、同記事を同訴訟における控訴状に引用して、裁判官にあたかも第三者が記載した批評記事であることを前提とした主張立証活動をしようとした。」として懲戒処分を受けている。
2024年10月13日に被害者救済委員会の委員長を務めていた定塚誠が死去し、今後は杉原麗を委員長代行として、杉原麗と森倫洋の2名体制で同委員会を運営することになった。
被害者救済委員会の設置を受け、橋田康が中心となり35人が交渉。この中で橋田は和解案を受け入れることを表明。その後、旧ジャニーズ側は11月30日までに和解が得られた、橋田を含む23人への補償金の支払いを終えたと発表した。
その後、2024年12月、SMILE-UP社は、東京地方裁判所にて、ジャニー喜多川氏からの性被害を訴えている元所属タレント4人に対し、「被害者救済委員会を通じた会社側の補償の枠組みに応じず、補償金を支払う義務がない」として、補償金を支払う義務がないことの確認を求める裁判を起こした。
　
これを受け元所属タレントは、「被害者が声を上げにくくなる。寄り添うとは何か、もう一度考えてほしい」、「救済委員会の枠組みは会社側の基準で補償内容を押しつけるものであり、被害の全容解明にもつながらない」さらに代理人を通して「会社側が行ってきた『法を超えた救済』という姿勢に反するものだ」と批判を行った。
さらに、元所属タレントの1人は「声を届けたら訴えられると不安に思い、断念する人も出てくるのではないか。被害者に寄り添うとは何かもう一度考えてほしい」と訴えた。
2025年3月には、SMILE-UP社の確認作業を担当する同社の代理人弁護士との面談のみで、被害者救済委員会の聞き取りにすら呼ばれず、保証の対象外とされた男性3人が、補償請求権を持つことを確認することなどを求め、同社を提訴した。
朝日新聞は社説にて、仮に被害者救済委員会がSMILE-UP社から独立していたとしても、被害者救済委員会の聞き取りまで進めるか否かを判断するのは誰かすら不明であると批判している。
| 日時           | 窓口への 申告者 | 補償内容の 通知者 | 補償内容の 合意者 | 補償金の 支払済数 | 補償なし の通知 | 備考                  |
| -------------- | --------------- | ----------------- | ----------------- | ----------------- | --------------- | --------------------- |
| 2023年11月22日 | 834人           | ---               | ---               | ---               | ---             |                       |
| 2023年12月1日  | ---             | ---               | 30人              | 23人              | ---             | 橋田康らが合意。      |
| 2023年12月28日 | 907人           | 163人             | 126人             | 115人             | ---             |                       |
| 2024年1月15日  | 939人           | 183人             | 156人             | 125人             | ---             |                       |
| 2024年1月31日  | 948人           | 242人             | 190人             | 170人             | ---             | 土田一徳らが合意。    |
| 2024年2月29日  | 964人           | 325人             | 286人             | 249人             | 43人            |                       |
| 2024年3月29日  | 973人           | 413人             | 356人             | 324人             | ---             | 約200人から返信なし。 |
| 2024年4月15日  | 981人           | 434人             | 377人             | 354人             | 93人            |                       |
| 2024年4月30日  | 985人           | 454人             | 399人             | 374人             | 93人            |                       |
| 2024年5月15日  | 989人           | 478人             | 424人             | 395人             | 93人            |                       |
| 2024年7月16日  | 1001人          | 512人             | 484人             | 466人             | 159人           | 201人から返信なし。   |

## 被害の証言
掲載は証言があった時系列順。

### 関係者による証言
1. 名和太郎（新芸能学院）：1964年の民事裁判での未成年の男子生徒らに喜多川による性的虐待被害を訴えられたという証言[11]。
2. 前田航気（元7 MEN 侍）：2021年1月2日、海外向けエンタメニュースサイト「ARAMA! JAPAN」でのインタビューで、ジャニーズJr.の複数人が喜多川と性的な関係をもっていたことを述べた[113][114]。
3. 近藤真彦：2023年5月の動画メッセージでの、性的虐待を知らなかったとする藤島社長の発言に対し、彼女が性的虐待を認識しており、知らなかったという証言が嘘であることを指摘する発言をしている。（「退所したタレントの反応」の項も参照。）

### 当事者による証言（年齢は証言時のもの）
1. 秋本勇蔵（歌手）：1964年の民事裁判での被害未遂の証言[11]。
2. 北公次（元フォーリーブス）：『光GENJIへ』シリーズ。データハウス、1988年[234]。
3. 複数の匿名人物（元ジャニーズJr.）：1989年の映像版『光GENJIへ』では、北公次以外に複数の元ジャニーズJr.が被害を証言している[61]。
4. 小谷純（元ジューク・ボックス）：『さらば!!光GENJIへ』、データハウス、1989年。
5. やなせかおる（元ジューク・ボックス）：『さらば!!光GENJIへ』、データハウス、1989年。
6. 中谷良（元ジャニーズ）：『ジャニーズの逆襲』、データハウス、1989年。
7. 平本淳也：『ジャニーズのすべて―少年愛の館』、鹿砦社、1996年。
8. 豊川誕：『ひとりぼっちの旅立ち － 元ジャニーズ・アイドル 豊川誕半生記』、鹿砦社、1997年3月。
9. 匿名人物（元ジャニーズJr.）：『週刊文春』1999年11月4日号
10. 匿名人物（元ジャニーズJr.）：『週刊文春』1999年11月11日号
11. 匿名人物（元ジャニーズJr.）：『週刊文春』1999年11月25日号
12. 匿名人物（元ジャニーズJr.）：『週刊文春』1999年12月2日号
13. 匿名人物（元ジャニーズJr.）：『週刊文春』1999年12月9日号
14. 木山将吾（元光GENJI候補）：『SMAPへ - そして、すべてのジャニーズタレントへ』鹿砦社、2005年[234]。
15. 匿名人物（元ジャニーズJr.）：『週刊文春』2019年7月25日号。嵐のメンバーと同年代[235]。
16. 匿名人物（元ジャニーズJr.、仮名ハヤシ）：『Predator: The Secret Scandal of J-Pop』BBC、2023年3月。被害を受けた当時は15歳[33]。
17. 匿名人物（元ジャニーズJr.）：『週刊文春』2023年3月23日号。被害を受けた当時は13歳[120][122]。
18. 匿名人物（元ジャニーズJr.）：『週刊文春』2023年3月30日号。90年代にジャニーズJr.として活動、被害を受けた当時は14歳頃[123]。
19. 匿名人物（元ジャニーズJr.）：『週刊文春』2023年4月6日号[124]。
20. カウアン・オカモト（元ジャニーズJr.、当時は岡本カウアン）：『週刊文春』2023年4月13日号[236]。日本外国特派員協会で2023年4月12日に記者会見[237]。
21. 匿名人物（元ジャニーズJr.）：『週刊文春』2023年4月20日号。被害はジャニーズJr.として活動した2000年代後半[238]。
22. 匿名人物（元ジャニーズJr.）：『週刊文春』2023年4月27日号（同年4月19日発信）。被害を受けた当時は高校一年生[239]。
23. 匿名人物（元ジャニーズJr.）：『週刊文春』2023年5月4日・11日号。被害を受けた当時は中学1年生（13歳）[240]。
24. 二本樹顕理（元ジャニーズJr.）：NHK総合『クローズアップ現代』「“誰も助けてくれなかった”　告白・ジャニーズと性加害問題」2023年5月17日放送[241]。文春オンライン、2023年5月13日。被害を受けた当時は1990年後半13歳[242]。
25. 橋田康（元ジャニーズJr.）：『週刊文春』2023年5月18日号。被害を受けた当時は1999年中学1年生[243]。
26. 匿名人物（元スタッフ）：『週刊文春』2023年5月25日号。1970年代にジャニーズのアイドルグループの付き人として勤務していた人物[244]。被害は高校中退後にジャニーズ事務所に勤務し始めてすぐ、16、17歳頃[244]。
27. 志賀泰伸（元忍者）：2023年6月1日号の『週刊文春』。正式にデビューした人物の初の被害の証言[245]。
28. 中村一也（元ジャニーズJr.）：『週刊文春』2023年6月8日号。被害を受けた当時は中学3年生（15歳）[246]。
29. 石丸志門（元ジャニーズJr.）：1982年から1985年までジャニーズJr.として活動[73]。
30. 土田一徳（元男闘呼組）：『週刊文春』2023年6月29日号。被害を受けた当時は18歳[247]。
31. 服部吉次（俳優、音楽家、服部良一の次男）：『日刊ゲンダイ』2023年7月4日号。ジャニーズ事務所創立前の被害かつ被害年齢が最年少の証言。被害を受けた当時は8歳[248]。
32. 松崎基泰（服部吉次の友人）：2023年7月15日開催の記者会見より。被害を受けた年齢は7歳〜8歳頃[249]。
33. 大島幸広（元ジャニーズJr.）：『週刊文春』2023年8月31日号。被害を受けたのは1998年から2000年、被害を初めて受けたのは中学2年生（13歳）[250]。
34. 長渡康二（元ジャニーズJr.）：被害を初めて受けた当時は13歳（1996年）[251][252]。
35. 岡田幸治（元ジャニーズJr.）：被害を受けた当時は16歳（1985年）[253]。
36. 木村伸一（元ジャニーズJr.）：被害を受けた当時は高校3年生（1995年）[254]。
37. 川崎誠（仮名、元子役）:『FRIDAY』2023年9月29日号。被害を受けた当時は16歳[255]。ジャニーズ事務所の所属ではないタレントの証言。
38. 飯田恭平（元Kis-My-Ft2）：2023年9月、TBSテレビの取材に対して語る。初被害当時13歳。以後5年間にわたったという[256]。
39. ミッキー柳井（元フォーリーブス付き人、後にAV男優）15歳だった1974年に被害を受け、その数日後にジャニーズ事務所を辞めたという[257]。
40. 宮脇康之（現 宮脇健）：テレビドラマ 通称「ケンちゃんシリーズ」出演後、ジャニーズ事務所に所属したことがあり、その時に性被害を受けたことを告白した[258]。

### 放送局内での性加害
NHKやテレビ朝日の放送局内にて性被害にあったとの証言もある。
TBSは、11月に取り纏めた一連の旧ジャニーズ問題に関する調査報告において、1983年に当時の東京放送本社屋に隣接していた「TBSホール」で行われた非公開のオーディション中に被害に遭った証言があった事を公表した。

## 報道

### ジャニーズ事務所によるメディアへの圧力
ジャニーズ事務所は長年にわたりマスメディアと強いつながりを持ち、同社や所属アーティスト、喜多川に関する好意的な報道を大々的に行い、イメージや売り上げを損なうと思われる報道を減らすよう仕向けてきたという疑惑がある。圧力を受けた編集者・ジャーナリストの証言もあり、元木昌彦が1981年4月30日号『現代』で喜多川の性的嗜好を取り上げた「アイドル育成で評判の喜多川姉弟の異能」という特集記事を掲載し、これに対しジャニーズ事務所が「今後、講談社には一切うちのタレントを出さない」と通告し、講談社は元木を同誌の担当から外すことでジャニーズ事務所側と手打ちとしたと述べている。
ジャニーズ事務所では莫大な売り上げが見込める所属タレントの公式カレンダーを各出版社に発売させており、これがジャニーズ事務所から各出版社に回される「カレンダー利権」と呼ばれている。ジャニーズ事務所は、カレンダー利権を各出版社に与えることで、関係を強固なものにし、スキャンダルを握りつぶしたり、ライバルタレントに不利な記事を書かせるなど、報道を左右することが可能であったともいわれる。伊藤喜之の主張によると、2023年8月時点でジャニーズタレントのカレンダーを発売しているのは、確認できた限りで講談社、新潮社、小学館、主婦と生活社、光文社、マガジンハウス、集英社、ワン・パブリッシング（前身は学研プラスのメディアビジネス部門）、ワニブックスで、内スキャンダルやゴシップを扱う週刊誌をもつ出版社は講談社（週刊現代、FRIDAY）、新潮社（週刊新潮）、小学館（週刊ポスト、女性セブン）、主婦と生活社（週刊女性）、光文社（FLASH、女性自身）である。これらの週刊誌は出版社がカレンダー利権の恩恵を受けているため、ジャニーズのスキャンダルは事実上書けないと言われており、長年喜多川の性加害を追いかける「週刊文春」を発行する文藝春秋は、ジャニーズタレントのカレンダーの発売は行っていない。
伊藤の主張によれば、2008年7月の講談社「週刊現代」でのジャニーズ人気タレントの大麻吸引疑惑報道にも事務所から激しい圧力があったが、2023年5月のBBCの告発ドキュメンタリー番組放送の後も講談社の「FRIDAY」がBBC報道を追いかけたことに対し、事務所が出版社に圧力をかけ、講談社の女性誌でのジャニーズタレントの表紙の仕事を引き上げたと述べている。

### 日本メディアへの批判
この喜多川による未成年の所属タレントへの性加害は、ハーヴェイ・ワインスタイン（立場を利用し多くの女性に性暴力を行った大物映画プロデューサー）やジミー・サヴィル（死後に性加害問題が発覚したテレビ司会者）らの歴史的な性加害事件と比較されうるものだが、BBCのモビーン・アザール記者もワインスタインやR・ケリー（多くの少女や若い女性をグルーミングして性的虐待を行った大物R&Bシンガーソングライター・プロデューサー）の事件との明らかな違いは、日本のメディアの大部分が報道しないという判断を下したことであると指摘している。アメリカの法学者・社会学者のマーク・D・ウェスト は日本でマイケル・ジャクソンの小児性愛裁判が大々的に報道されたことからわかるように、日本のマスコミが小児性愛をタブーとしていたわけではなく、誰もが知る喜多川のスキャンダルという主題は確実にニュース価値があったが、それでも報道されなかったと指摘している。当時日本のマスコミが大々的に報道したのは、稲垣吾郎の不祥事であった。
弁護士ドットコムニュースの取材に対して、週刊文春の加藤晃彦編集長が「メディア各社がジャニーズ事務所と『利益共同体』となり、関係を重んじている」ことが、同誌の性的虐待の報道を他のメディアが無視し、報道を行わなかったことに関係しているのではないかと述べている。
2005年にニューヨーク・タイムズ、オブザーバーなどの世界各国のメディアでも週刊文春との裁判結果が取り上げられ、喜多川の性加害問題をタブー視して一切報道しない日本のテレビや新聞の異常さが指摘された。
2023年3月17日、モビーン・アザール記者が日本外国特派員協会のZoom会見で、「SNS上では大きな反響があったが大手メディアの反応は静かだ」と大手メディアがジャニーズに忖度し取り上げず沈黙していることを批判した。 
ジャーナリストの中村竜太郎も、「国内では過去を検証することなく、ジャニー氏の功績を礼賛する向きもあり、まるで独裁国家のようである。誤解なきよう説明すると、評価を求めているのではなく、単純におかしいと思うのだ。それを言及すると業界内で“村八分”、“危険人物”扱いが待っていた」と述べ、BBCの質問に対し「1999年以来、私は、日本のメディアにずっと絶望しきっています」と答えた。2022年11月に出版された『文藝春秋オピニオン 2023年の論点100』で中村は「悲観的ではあるが、これまでのことを現実的に捉えると、このBBC報道が日本で大きく取り上げられることはまずないだろう。」とコメントしている。 
PRESIDENT Onlineも、テレビなどの大手メディアが報じないことを問題視する記事を掲載している。 
大手広告代理店の博報堂も、同社が発行する雑誌『広告』文化特集号（2023年3月31日）の記事で喜多川の性加害問題をいったん取り上げたが、博報堂広報室長がジャニーズはビジネスパートナーという理由で、「博報堂広報室長の判断により」の文言と共に一部の表現を削除をしたと表明している。
2023年5月11日、TBSテレビ『news23』が問題被害者の証言などを詳細に放送した。メインキャスターの小川彩佳 (元テレビ朝日アナウンサー) が顔出し・実名で証言した元所属タレントらの勇気に敬意を表し、「果たして、報道機関がどれだけこうした被害を報道してきたのか。少なくとも私達の番組ではお伝えしてこなかったという現状があります。その中で、このカウアンさんの発言は非常に重く、この言葉には向き合わなければならないと感じています」と語った。
2023年5月17日放送のNHK総合『クローズアップ現代』の「“誰も助けてくれなかった”　告白・ジャニーズと性加害問題」において、ジャーナリストの松谷創一郎が「今回も民放を含めてNHKも報道がかなり抑制的。こういうことが一番大きな問題ではないか」「今も抑制的であるということは、ある種の“共犯関係”ではないかという風に思ってます」と共犯性を指摘し、厳しく批判した。
プチ鹿島も文春オンラインで朝日新聞は自社の記者による検証企画も行っておらず、「朝日新聞はジャニーズ問題の検証を『外部発注』にズラしているようにも見える。重要なのはこの20年だけではない。この数カ月だけでもそう」であり、論説委員の個人コラムで済む問題ではないと表面的な対応を批判している。
海外メディアは、日本メディアの対応について冷淡な論調で報じた。ニューヨーク・タイムズ紙は裁判の結果が出た当時の報道で、日本のメディアがこれを報道しなかったこと、被害を訴える暴露本にも注目していないことを指摘している。日本社会についてジャパン・タイムズ紙などに寄稿してきたフィル・ブレイザーが「喜多川の犯罪を問わずにきたことを謝罪するメディアもあるだろうが、業界全体のなれ合い体質は変わるまい。（中略）このスキャンダルで（ジャニーズ事務所が）ダメージを受けるとは思わない」と日本メディアの忖度システムは今後も変わらないだろうと評している。ジャーナリスト、聖心女子大学のデービッド・マクニール教授がニューズウィーク日本版で、「主要メディアはいまだにスキャンダルの全容解明に踏み込まず、多くのファンの『裏切られた』という思いに応えようともしていない」「今日でもテレビ各局のプロデューサーは、喜多川氏のマンションで何が行われていたかを追及しようとしない」「日本の業界の認識の甘さは目に余る」と日本のメディアを痛烈に批判している。また、カウアン・オカモトの記者会見以来、ファンは「自分たちが愛し、共に育った家族みたいな会社は、もしかして根底から腐っていたのか？」という、苦しく不快な事実に直面せざるを得なくなったと述べている
オーストラリアのマッコーリー大学上級講師で、日本やアジアのアイドル文化を研究するトーマス・ボーディネットは「日本のファンの多くは『自分が推す（好きな）タレントには関係ない』とか『事務所を守らないと、推しの活躍を見られなくなってしまう』と考えているのかもしれません。売れなかったタレントが僻んで告発しているだけだ、と思っている人もいるのでしょう。ですが、ジャニー氏が人々に夢を与えてきたことと、若者を搾取してきたことは別の問題です。」と述べ、喜多川がやったことを放置し続ければ、「『権力者ならば、どんな罪を犯しても代償を払う必要はない』という誤ったメッセージを若者たちにも送ることになってしまいます」と、その問題を指摘している。
国内のメディアでもこの問題を取り上げているものもあり、日刊ゲンダイではジャニーズ性加害問題当事者の会代表の平本淳也の意見を取り上げ、国連人権理事会の「ビジネスと人権」作業部会メンバーの調査来日に対して「国連の作業部会メンバーはジャニーズのみならず、日本芸能界に依然としてはびこるハラスメントにもメスを入れるという。芸能事務所、それと結託するメディア、さらに広告、政界まで利権でつながる闇の構図を浮き彫りにして欲しい。そして長年の膿を出し切る機会になることを期待する声なき声は、実際のところ、関係者の中にも少なくないのだ」としている。
2023年9月9日、TBSテレビの安住紳一郎アナウンサーも自身がメインキャスターを務める『情報7daysニュースキャスター』の中で、この問題におけるマスコミ側の責任についての反省を語った。安住アナは、性加害を認定した04年の最高裁判決が当時の一般紙の新聞でも小さな扱いだったことに加え、「TBSも当時、この結果を報じていません」と報告した。なぜ報じなかったか、という点について安住アナが独自に周辺のマスコミ関係者に聞いた見解として、「当時は捜査当局も動いていないし、これほど大きな事件であるという認識がなく、法律上も強制性交の被害者は女性に限定している時代で、ただの芸能ニュースのひとつだろうと考えて、ニュースとして取り上げないという認識の人が多かった」と語った。BBCが性加害についてドキュメンタリーを放送したのが3月18日でありながら、同番組で初めて取り上げたのが一か月以上経過した4月22日であったことを「私の感覚では（放送するのが）2週、遅かった気がします。4月8日、15日にも放送するチャンスがあったと思います。これは三谷さんも『今週、放送しないんですか？』と打ち合わせで話したと思います」と同番組レギュラーの三谷幸喜（脚本家）が打ち合わせの場で「放送しないんですか？」と聞いていたことを明かした。「ただし、この時点では事務所側が、性加害があったことを認めてはおらず、さらに自分たちが取材している問題ではないので、これは取り扱いに注意が必要という判断。それが大手芸能事務所に対する忖度ではないかというご指摘があると思いますが、その側面は十分にあると思います」と率直に話していった。結びに自身が著名人をインタビューする際、事務所などからNG質問などが存在することを告白し、「これは嫌われても聞かなければならない時は、自分で考えてそのような（あえて質問する）手段を取る。しかし、今回はそのケースに当たるのに、私含めて放送局で働く人間たちがことの重大さを分かっていなかった」と反省を口にしている。「東山新社長の言う、マスコミとの対話、正直に話すことをこれからも心掛けて変えていく努力をしていきます」と覚悟を語った。

### 9月7日の会見とそれを受けてのテレビ局各社のコメント
2023年9月7日、ジャニーズ事務所側の記者会見が行われ、NHKと、民放5大ネットワーク（日本テレビ・テレビ朝日・TBSテレビ・テレビ東京・フジテレビ）のうち4局の合わせて5局が生中継を行った。テレビ東京は地上波では生中継を行わなかったが、同局のニュースサイトにて生配信を実施した。さらにはニコニコ動画を主宰するドワンゴやサイバーエージェント傘下のAbemaNews、ヤフーグループのTHE PAGEなどもニコニコ生放送やABEMA、YouTube Liveにてライブストリーミング配信も行われた。
会見後、テレビ6局がそれぞれコメントを発表した。

### 一回目の記者会見後の各社の動き
民放のキー局と呼ばれる在京テレビ局各社は、事務所に対し要望書を提出したり口頭での要望をしたことを明かしている。TBSテレビが「被害者への救済補償や人権侵害の防止策などを速やかに決定すること」など4項目を、文書で要望したことを同社の佐々木卓社長が20日の定例記者会見で明らかにした。担当役員が9月13日に、東山紀之社長へ提出したという。日本テレビが被害者との対話を踏まえた実効性のある救済制度、適切な補償の実施のほか、再発防止や所属タレントが活動しやすい環境整備に向けた組織の見直しとマネジメントを要望した文書を20日付で社長の東山に提出、さらに日本テレビの石澤顕社長は「日本テレビとしては社名の変更、補償、マネジメントの組織の分離を再考するよう口頭で申し入れました」という。テレビ朝日の篠塚浩社長は要望書こそ出さなかったものの被害者への謝罪や補償、再発防止策の徹底を行うとともに、社名変更を検討するよう申し入れたことを明らかにした。テレビ東京の石川一郎社長は、14日に直接文書で社名変更を要請したことを明らかにした。これまでにも同様の要請をしていたといい、本件に関して4回にわたって申し入れをしていたことを語った。その上でテレビ東京としてジャニーズ事務所に所属するタレントの新たな番組起用をすでにとり止めていることを明らかにした。フジテレビの港浩一社長も、事務所側に社名変更や被害者救済とマネジメントの会社の分離を検討すべきと14日に口頭で直接申し入れたと明らかにした。
NHKの稲葉会長は性加害問題を受け、NHKとしてジャニーズ事務所に対し被害者への補償や再発防止の取り組みを、適切かつ迅速に行うよう要請したとした上で事務所に所属するタレントの新規の出演依頼は、被害者への補償や再発防止の取り組みが着実に実施されることが確認されるまで当面行わないことを決めた。
民間放送各社が加盟する日本民間放送連盟（民放連）の遠藤龍之介会長（フジテレビジョン・副社長）は「（ジャニーズ事務所が設けた外部専門家チームから）『マスメディアの沈黙』と指摘されたことは重く受け止めます」と述べた。外部専門家チームが公表した報告書によると、性加害問題は、過去にいくつかの週刊誌が取り上げてきたものの、多くのマスメディアは正面から取り上げてこなかった。これについて「今回の事案のような人権侵害は許されない。過去に（創業者の）ジャニー喜多川氏が行った数々の行為が重大な人権侵害だという認識を、民放を含む多くのメディアが十分に持てなかったことは事実で、反省しなければならない」と反省の弁を述べるとともに、民放連として「人権に関する基本姿勢を改めて確認し、アップグレードしないといけない」と話した。民放各社による性加害問題についての報道姿勢や所属タレントの起用については「それぞれの社が顧みるべきだと思います」とし、所属タレント出演CMの放送についても「各社が広告主の意向を尊重して対応すること」と話すにとどめた。

### 2度目の会見（10月2日）とそれを受けての各社のコメント
一回目の会見同様、NHKと民放5大ネットワークのうち、テレビ東京を除く4局が会見の模様を生中継。前回同様、会見を受けテレビ各局はコメントを発表した。

### 2度目の会見後の各社の動き（10月2日以降）
2度目の会見以降、各テレビ局において、旧ジャニーズ事務所との関係について検証番組を相次いで放送するようになる。
日本テレビは10月4日放送の『news every.』の中で、この問題に対する検証および社内調査の結果を公表した。今回の調査のポイントは、①週刊文春のジャニー喜多川の「セクハラ」キャンペーン報道と一連の裁判を日本テレビがどう伝えてきたのか、②ジャニーズ事務所と日本テレビとの関わりについて、③イギリスBBC報道以降の日本テレビの対応について、以上の3点。検証方法として過去の番組の録画などを確認するとともに、20年以上過去にさかのぼり、報道局の記者やジャニーズ事務所と向き合っていた番組担当者、各部署の幹部らから幅広くヒアリングを行った。
TBSテレビは、10月7日放送の『報道特集』において、報道番組やワイドショー番組に携わった経験者及び旧ジャニーズ事務所に関わった事のある現役局員ならびにOBからの聞き取り調査の結果を報告。10月10日、同局の安住紳一郎アナウンサーは自身がメインキャスターを務める『THE TIME,』の中で、TBSは全社を対象とした社内調査を進めていることを報告した上で、更なる事実報告の場を設けることも示唆している。その後、11月26日放送の「TBSレビュー」において、TBSテレビ及びTBSラジオを含むTBSグループ全社対象の社内調査の結果を報告した。なお、TBSホールディングス・TBSテレビ・TBSラジオの3社の公式サイトには「旧ジャニーズ事務所問題に関する特別調査委員会による報告書」の全文が掲載されている。
この他、10月21日にフジテレビ、10月26日にテレビ東京、11月12日にテレビ朝日が、それぞれ社内調査の結果を報告する番組を放送した。

### 特集番組

#### イギリス
- 2023年3月「Predator: The Secret Scandal of J-Pop（邦題：J-POPの捕食者 秘められたスキャンダル）」：BBC（イギリス公共放送）。喜多川の児童性的虐待疑惑を追うドキュメンタリー番組[298][動画 2]。

#### 日本
- クローズアップ現代（NHK）
  - 2023年5月「“誰も助けてくれなかった” 告白・ジャニーズと性加害問題」 - 喜多川の児童性的虐待疑惑を追う日本では初めての番組[299]。
  - 2023年9月「“ジャニーズ性加害”とメディア　被害にどう向き合うのか」[300]
- 報道特集（TBS）
  - 2023年6月「検証・ジャニー氏 性加害問題 2度の裁判とメディアの責任」[301]
  - 2023年8月「「当時しゃべってはいけない風潮あった」70年前の“ジャニー氏性加害”を告白」[302]
  - 2023年9月「ジャニー氏の性加害を認定」[303]
  - 2023年10月「ジャニーズ事務所とテレビ局　番組制作の現場で何があったのか」[304]

## 所属タレントの反応

### 一回目の会見～二度目の会見前
2023年9月7日の記者会見当日、日本テレビ系の報道番組『news zero』が放送され、同番組でキャスターを担当する櫻井翔（嵐）に対し、メインキャスターの有働由美子がインタビューした映像が放送された。櫻井は会見に対し、「今までの価値観を完全に否定して、全く違う組織になっていくんだというような、強い決意を感じました」と述べ、性加害については「実態というところに関しては、把握し切れていないのが正直なところ。噂という点では耳にしたことはありました」と話した。事務所に対しては、「二度とこうした不祥事が起こらないような環境づくりの徹底を求めたいと思います」とコメントした。
同日、毎日放送『よんチャンTV』に出演した小山慶一郎（NEWS）が「何より一番大きかったのは、うちの事務所が性加害を認めたこと」「ここから具体的に補償や賠償の話がより進んでいく、被害にあわれた方への対応が迅速になっていくと信じています」とコメントした。
同日夜、木村拓哉（元SMAP）が自身のInstagramにて 「show must go on！」との文章を投稿した。これは、喜多川が演出する舞台で使用されていた言葉である。しかし、これを受けてSNS上では、「何を考えてるのか」「ジャニーの性加害を肯定し、なおかつ隠蔽に加担してるようなもの」「ジャニーのおかげで地位と権力を得られた恩義があるとはいえ、あまりにも非常識過ぎる」等の批判的な意見が多数見受けられた。それを鑑みてかどうかは不明だが、投稿は9日昼までに削除された。
同月8日、TBS系（CBCテレビ制作）の『ゴゴスマ -GO GO!Smile!-』に出演した河合郁人（A.B.C-Z）が喜多川に対して、「許したくもない、許せない気持ち」とコメントし、事務所の名称については、「“ジャニーズ”という文字を見るだけで不快に思ったり、フラッシュバックしてしまう方がいるんです」「僕個人の中では、変えた方がいいのではないかと思います」と述べた。その後9月22日にゴゴスマに出演した際、東山と橋田が面会したことを受けて、「まずは所属事務所のタレントではなく、被害者の方を第一に考えた動きを。橋田さんも言ってましたけど、まだまだ始まってないですけど、対話する環境を整えないといけないと思っています」とコメントした。
同日、毎日放送の『よんチャンTV』に出演した中間淳太（ジャニーズWEST）が東山が社長に就任したことについて 、「まずは新体制、新社長について、僕は最初に東山さんが新社長になられると聞いた時にすごく驚いた。というのも外部の人間を雇用するべきだと思っていた。親族経営が問題点の1つであったということから、親族ではないものの身内は身内。そこでちゃんと上手くやれるのかなっていう疑問点。多分、被害者の皆様もお持ちじゃないかなと思う。その点に関しては僕はすごいモヤモヤする気持ちは正直ある」と1人の人間としての思いを語った。その上で「ただ、所属タレントとして東山さんを知っているので、東山さんは本当にステージを愛している方。生涯現役で行きたい人なんやろなって、同じ仕事をしてる人からしたら一目瞭然。そんな方が第一線から退いて、社長業に専念する覚悟は相当なものなんだなって所属タレントとしては言えるので、覚悟はあるんだなって感るんです」と所属タレントとしての思いも述べた。また自身の意見として、「やっぱり思うことはすごくたくさんありますし、まだ自分の中にもモヤがかかっていて、1人の人間として捉えたことと、所属タレントとして捉えたこと。意見っていうのがある意味、自分の中でアンビバレントみたいな感じで、相反してる部分がすごいあるんです」と述べた。翌9日に出演した朝日放送テレビ『教えて！ニュースライブ 正義のミカタ』では、事務所の名称について「僕個人としては、1人の人間としては変えるべきだと思います。ジャニーズという名前を見ただけでフラッシュバックする方もすごくいると思うんです」「ジャニーズWESTの名前がなくなる覚悟もできていると思います」とコメントした。またグループについては『よんちゃんTV』にて、「（ジャニーズWESTとしては）10年やり続けた誇りもありますし、どこのグループにも負けないエンタメ性があると自負している。その自信が根底にあるから、社名が変わろうと、もしかしたら事務所が解体しようと、変わらずに応援してくださるみなさんに、自分たちができることを届けて、生きるパワーを送れたらなと思って頑張り続けます」と述べた。9月29日に『よんちゃんTV』に出演した際、「冒頭で（性加害問題で仕事にも影響が出て）なんでこんな思いをしないといけないんだという気持ちになっているんですが、それ以上に被害者はもっと悲しい思いをしている。やっぱり、フラッシュバックする人も絶対居ると思うんです」と述べた上で、グループ名「ジャニーズWEST」を、変えたくない部分は正直ありつつも、事務所との話し合いを行ない、メンバー全員の総意を持ってグループ名を変えるつもりであることを述べた。
同日8日、堂本光一（KinKi Kids）が有料会員サイト『Johnny's web』にて、「自分の知っているジャニーさんと違いがありすぎて何が真実でどう受け止めればいいのか、とても難しく感じていました。彼の裏の顔を信じたくない気持ちも正直あります」「実際に被害に遭われた方の事を考えると、その方たちの人生やこれまで感じてきた恐怖、それは想像を絶するものだと思います。恩師だった彼への自分の思いも改めなければならないですね」とつづった。その後、自身のInstagramに投稿したジャニー喜多川の肖像画とみられる写真を、全て削除した事が発覚した。
同月9日、城島茂（TOKIO）が自身がメインパーソナリティーを担当するテレビ朝日系『週刊ニュースリーダー』で、喜多川に対し「いろいろなものを頂きましたが、こんな負の遺産をどうしてくれるんだという思いは正直あります」と述べた。一方で、東山新体制等今後について「後に残った人間、東山新社長の体制で対応していくとは思うんですが、自分たちが何ができるかですが、いきなりは難しいと思います」と自身の考えを表明した。「会見の内容については腑に落ちない意見もたくさんあるとは思う。被害に遭われた方にとっては何十年も我慢されて、今も傷が癒えない方がたくさんいらっしゃると思う。まずは第一歩を踏み出したという意味では、今後、どうなっていくか、自分自身も含めて頑張っていかなければいけないと思っています」と述べた。
同月10日、中丸雄一（KAT-TUN）が日本テレビ系『シューイチ』に出演した際、東山新体制の人事について「被害に遭われた方のことに全ての労力と時間を注ぎ込むという意味では、2人の起用は妥当なのでは」との見解を示した。「東山さんが権力を使って、私利私欲でかじ取りをすることはまずあり得ない」と新社長への信頼感をのぞかせつつも、「万が一のことを考えて権力は分散させるべきです。外部の方であるのか法律に詳しい方であるのか、フラットな方を布陣に入れて運営させていくのがベスト」「絶対に東山さんと対等に会話ができる人でないと、最低条件としてダメですね」との意見を述べた。またジャニーズの屋号存続には「明らかに変えていくのが妥当な道」と指摘し「あえていばらの道を選んだ」と発言。また、17日に同番組に出演した際に「補償に対しての土台が完成しつつあるのは、少し安ど感はある」、（救済委員会）の人選に関しては、「知見があって経験も豊富でお金の事に対しても物差しがある方だと思うので多くの方の結論が導き出されるといいなという期待は持っている」と述べた。また「最低条件として個人情報の保護を徹底しないとまずい。ただ、電話や対面は嫌と言う人もいると思うので、こうしたホームページでのやり方は最善策だと思う」との見解を示した。
同日、舞台『DREAM BOYS』に出演する森本慎太郎（SixTONES）が舞台初日に行われた記者会見上で「会見は見ましたし、すごく複雑なところはあります。新体制ジャニーズとして、先がどうなっていくかはまだよくわかってないところも正直ありますが、できることはしたいなと思っています」と述べた。また主演の渡辺翔太（Snow Man）は、「もちろん事務所の記者会見も拝見して、本当にすごく事務所が大きな転換期を迎えている最中に、初日を迎える。でも、こういった状況の中で、お客さんは変わらず帝国劇場に足を運んでくださるというところに、本当に感謝しないといけないと思っています。お客さんに楽しんで、笑顔になっていただく。それが僕たちが今できる最善の務めかなと思いますし、笑顔でお客さんを楽しませて、結果でまた新たな未来を構築できればと思います」と述べた。
同月11日、日本テレビの『ZIP!』に出演した風間俊介が「周りの方々が『お前らは変わってない。まだ変われていない』、そう言われたとしても、被害者の方をまず第一に考えるべきと私は考えております」「事務所がこの先、変わっていった、新たに生まれ変わったと皆さんに認めていただきたい、認めていただくべく動くっていうのは、その先にあるものですから」と述べた。また、「その上で少し懸念していることがある」と切り出し、「性加害問題は本来、被害者のプライバシー。他者の関心が注がれている中で本当に正しい話し合いができるのかどうか、そこを心配している。まだ被害に遭って訴えられていない人たち、その人たちが話しやすかったり、話そうと思える体制を、早くうちの事務所は整えるべきだと私自身は考えています」と述べた。
同11日と同月16日、ABCテレビの『おはよう朝日です』に出演した福本大晴（Aぇ! group/関西ジャニーズJr.）も、記者会見に対する意見を求められた際、「イエスかノーではなく、繊細な問題なので、しっかり意見に耳を傾けて説明責任を果たしてほしいですね」「この騒動の中、僕たちから離れずずっと応援してくださっているファンの方々に本当に申し訳ない気持ちと。それ以上に、本当に感謝の気持ちでいっぱいですし、僕たちはその応援に応えたいと思っている」「事務所に所属するタレントとして、これからできることは前に進むことしかできない」「心の底から、曇りなく笑顔にさせることができるように、本当に頑張っていきたいと思います」と述べた。なお、記者会見が行われる前の同月2日の同番組内では「今後、ジュリーさんが辞任するしないにかかわらず、被害者の方とは生涯向き合ってほしいなと思いますし、辞任したとしても逃げる辞任でなく向き合う辞任であってほしいなと個人的には思うんです」と述べた。10月2日に同番組に出演の際には、「ずっと前から思っていたんですが、（名称は）変えたほうがいいと思っています。被害者と向き合うことを第一に考えた時に、やっぱり僕たちの名前を背負って頑張る以上、自分たちの名前が広がれば広がるほど不幸になるような人がいるっていうのは悔しい思いがあります」と名称変更についての意見を述べた上で「とはいえ、僕は関西ジャニーズJr.に伝統と誇りを持っています。これは名前に持っているのではなくて、先輩が教えてくれたものを後輩に伝える、先輩から後輩へのつながりだったり、関西であまり全国に出られないところをファンの方が応援してくださったりとか、そういう人とのつながりというところに、関西ジャニーズJr.で良かったなと思うことが多い。だから、別に名前が変わっても、僕のその思いは変わらないですし、僕たちがエンタメを届けていきたいという気持ちは変わらないです」と述べた。
同月16日、岡本健一（元男闘呼組）が自身のInstagramのストーリーにて、「約４時間もの時間を使った先日のジャニーズ事務所の会見が　世間で言うところの失敗に終わったと目にしたのですが　だとしたら　それはマスコミの方々との対話が成り立っていなかったからなのではと　思ったりしました」と投稿した。その後、ストーリーにて「最初に声明を述べた後に先ずはそのことについて語り合う 一方的ではなく噂話や憶測でもなくお互いが自分自身の心の中から出てくる言葉で会話が出来ていればこれからの未来に　これからの子供達の身を守るための対話が成立していたのかもしれません」「これからも信頼できる人達との対話で個人的な思いを尊重しあい、共有してから被害を受けた方々との時間が少しずつ作られていくのだと思います」「お互いに自分とは違う人間同士のことですから、時間がかかる場合もあるだろうし、それほど時間を使わずに納得することもあるかもしれませんが、大切なところはあえて報道されないのかもしれません。あえて伝えることはないのかもしれません」と、自身の思いを投稿した。
同月16日、読売テレビの『あさパラS』に出演した佐野晶哉（Aぇ! group/関西ジャニーズJr.）がジャニーズ所属タレントの広告起用見送りが相次いでいる現状について、「7年ほど前にジャニーズ事務所に入って『この事務所で努力してデビューしたら、こういった華々しいCMができるんや』と思って、Aえ！groupを5年前に組んで頑張ってきてるので『ジャニーズ事務所所属のタレントは起用しません』って言ってる企業もいらっしゃって、本当に悔しさしかないです。早く信頼回復をしてほしいです」と語った。

### 二度目の会見以降
10月2日、日本テレビ系の『NEWS ZERO』に出演した櫻井翔（嵐）が会見をすべて見たとした上で、会見前にメンバー5人揃って説明を受けたと発言。「自由度が増えたり、選択肢が増えたりという一方で責任も大きくなっていくんだろうなというふうに感じている。ポジティブな面もあると同時に、新たな形ですので不安を感じるという面もきょう現在は両方あると感じています」、「全ての可能性をテーブルに乗せてじっくり考えていかなきゃならないなと考えているんです。ここ最近、メンバーと密に連絡を取っているので、メンバーと相談しながら5人で考えていけたらなあと思っています」と発言した。また名称変更については、「何よりも被害者の方のことを考えれば、ジャニーズという名前との決別は絶対に必要だろうなと考えていました。会社を廃業するということのインパクトはあったんですが、以前、再発防止チームが提言された『解体的な出直し』、加えて性加害は絶対に許さないということ、そのこと思えば廃業の他の選択肢はなかったかなというふうに感じております」と述べた上で、「焦りの中にいるというか“遅いな”とか、後手後手だなというふうに感じていました。社名の変更だったり、マネジメント会社を設立する。エージェント会社との分離という話も、前回の会見でも批判を受けてから、今日の発表になったような印象受けております。一方で今日発表した案があるのであれば、もう少し早く発表できなかったのかという思いも正直ある。加えて補償についてはスピード感、しっかり向き合って何より早く対応することが必要と思うのと同時に、今まだ声上げられない人もいらっしゃるので、相談窓口の門戸は長く開けておくこと必要なのかなと感じています」と事務所の対応の遅さを指摘する場面もあった。
同日、日本テレビ系『午前0時の森』に出演した村上信五（関ジャニ∞）が生出演の場でグループ名の名称変更について、「我々メンバーだけで話してたら、らちがアカン。来年20周年、20年付き合ってる（名前）。公募じゃないけど僕らでこんな感じと言わずに、ファンに相談するかたちにしたいです。」と述べた。また今後の会社との契約の形が決まっていないことから「やりかたとして関ジャニ∞はやめないといけないですが、活動はやめない」、「エージェント契約、どういう形になるかわかってないんで、こっちから交渉はしたい。やめるっていうのはない」と述べた。またTOBEへの合流については「俺らは絶対にありません。TOBEはないです。多分ですけど、向こうも嫌がるでしょ。オレを預かるの。こんなタイプ。タッキー、TOBE行ってからオレに何のオファーもないです」と、TOBEへの合流は無いと断言した。
同月3日、ジャニーズWESTが自身のファンクラブサイトを通じ、グループへの意見や希望するグループ名を書き込める欄の開設を予定しているとみられる動画を投稿した。
同日、河合郁人（A.B.C-Z）が朝日放送テレビのニュース情報番組『newsおかえり』に生出演し、新会社とのエージェント契約について「僕の場合は12月に脱退するので、その後にどうなるのか。話し合いながら決めていきたいと思います」としたが、「もしかしたら『株式会社河合郁人』になるかもしれないですけど」と冗談交じりに新会社に“所属”することを表明した。また、ジャニーズが社名を変更して被害者救済のための補償会社として再出発する方針を発表したことについては、「今まで以上に、被害に遭われた方との対話やケアに集中できる場所ができたというのは、良かったなと思います。それをしっかりお伝えできたのは良かったですね」とコメントした。
堂本光一（KinKi Kids）が主演ミュージカル『チャーリーとチョコレート工場』の取材を受けた際、性加害について「すごく葛藤はありました。自分の知っている彼（ジャニー氏）と違ったりする部分がある。でもそれも自分の中でも認めなきゃいけない。何よりも被害にあわれた方がまず救われなきゃいけない。」と発言した。また相方の堂本剛との話し合いの中で、KinKi Kidsのグループ名の変更も上がったこともあったそうである。光一自身が以前に引退も覚悟と打ち明けたことに「十字架を背負いながらやっていかないといけない、という思いです。」と発言の意図を説明し、今後は長くはかかると思うが、安心してエンターテインメントを楽しんでいただける環境を一歩ずつ一歩ずつ作っていけたら、と発言した。2023年12月18日に自身のInstagramのストーリーに、堂本主演舞台の共演者である子役の小野桜介のInstagramに対して誹謗中傷のコメントがあったことに触れ、同時に「話は派生しますが　今起きてる問題だって　元々心に傷を負ってるのにそこに攻撃的な言葉を投げるのは　どうであれ絶対に許されない。」投稿し、本性加害においてSNS上にて誹謗中傷をする人達へ苦言を呈した。
二宮和也（嵐）は、2025年6月17日に出版した著書『独断と偏見』にて、「会ってみたい人は？」という問いに対し、ジャニー喜多川氏の名前を出し、「謝ってほしい」と綴っている。著書の出版の際に受けた取材で、二宮はそこまで深く考えていなかったが、。基本的に僕が会いたい人は故人が多く、『誰だろう』と考えた時に、この本を作るきっかけとまでは言わないが、大元になった人なので、名前を挙げたそうである。

### 二回目の会見後の所属グループ、タレントの動向
- 岡田准一（元V6） - 2023年11月30日をもって退所。理由は、性加害の問題に起因していると事務所側が説明した[337][338]。
- 関ジャニ∞ - グループ名の変更を決定。ファンクラブを通じてグループ名を募集し、その後メンバーによってグループ名を決定し[330][339]、2024年2月4日にFCサイトにてグループ名を『SUPER EIGHT』にすることを報告した[340]。
- Hey! Say! JUMP - グループ名はそのまま継続するが、デビュー曲『Ultra Music Power』は歌詞に「J Johnny’s」という掛け声がある為、今後一切歌わないこととした[341]。それに伴い、YouTubeの公式チャンネルにアップされている同曲のライブ映像等は、10月16日23時59分をもって公開終了となった[342]。
- ジャニーズWEST - メンバー全員の総意を持ってグループ名を変更することを決定[314]。ファンクラブを通じ、グループ名に限らずファンからの声（メッセージ）を送ってもらえるサイトを作り、その意見を基にグループ名を決定する報告をし[343]、2023年10月18日に公式YouTubeチャンネルにてグループ名を『WEST.』にすることを報告した[344]。
- Sexy Zone - 現在のグループ名では一連の騒動の前から海外で活動しづらいことがあったため、グループ名を変更予定であること、グループ名の変更は、メンバーは4年ほど前から検討していたことを発表[345][346]。2024年4月1日にグループ名を『timelesz（タイムレス）』に変更した。また、3月31日のグループ名変更と同時に中島健人がグループを脱退することも、発表されていた[347]。
- 二宮和也（嵐） - 10月24日付でSMILE-UP.を退所し、独立して個人で活動することを明らかにした。ただし、現在活動休止中である嵐が今後再度活動する場合には活動に参加する意向を示した。このような決断に至った経緯として、「1回目の事務所の会見以降に活動に多くの影響が起き始め、怖くなった」と明かした[348]。11月7日、新会社「オフィスにの」を設立したことを公式X（旧Twitter）にて報告した[349][350]。

## 退所したタレントの反応
- 滝沢秀明については、#その他の反応・出来事を参照。

おりも政夫
2023年5月20日、おりも政夫（元フォーリーブス）が取材で「これはナーバスな問題です。僕は新たなことを言って騒ぎを大きくするつもりはないし、どちらの擁護、弁護をするつもりもない。ただ、傷ついてしまった人たち、僕を育ててくれたジャニーズ事務所の状況、何よりファンの方々が心配です」と話した後、「性加害は許されないことだし、被害に遭ったことを話されている方々のケアはとても大事。ただ、コーちゃん（北公次）は、亡くなる直前まで『ジャニーさんに謝りに行きたい』と言っていた。そして、僕も含めて被害に遭ってない人たちも多くいるわけで、ジャニーズのOBや現役を変な目で見ないでほしいです」と答えた。
近藤真彦
近藤真彦も、2023年5月19日の取材で14日に公開された事務所の藤島ジュリー景子社長の動画を「ちょっとしか見ていない」と述べた上で、「言いにくいが、うそはだめだな。こうなったら正直にすべてをしっかり話さないと世の中の人が許さないと思う。知ってた、知らなかったではなく、知っているでしょ。隠し事なし、うそはなしで、しっかりと正面を切って正々堂々と話をしてもらえれば。そうじゃないと納得しない人が多いと思う。僕はもう外に出た人間なのでこれ以上は言えませんが」と語った。その後7月20日に先の発言について、「反響はすごかった。あの時は自分の正直な気持ちを口にしただけ。でも、正解が分かるのは5年後じゃないかな。今は正解は分からないよ」と語った。またその後9月19日の取材で改めて聞かれた際は、「色々と聞かれると思い考えたが、今のところはお話できません。またいつかお話しすることがあると思います。今のところ、そのお話は遠慮させてください」と話すにとどめた。12月23日にマカオで行われたコンサートの記者会見で、引退を表明している東山に対し「（事務所の）長男が継がないといけないルールはないはず。少し背負い過ぎじゃないかな。ファンのことを考えたら、いつの日か復帰してもらいたいですね。」と述べた。その後2024年7月16日に近藤がアンバサダーを務めるキャンペンに出席した際の取材にて、ジャニーズ事務所は「とにかく僕はお世話になった会社」とした上で「温かく見守らせてもらうのがベストかな。全員が幸せになれることを一番に考えている。皆が幸せになれるのであれば発言もするし、発言して一人でも不幸になる人がいれば、そこは考えなければならない。」と答えた。
田原俊彦
2023年6月12日、田原俊彦が取材で「話したくない。だって、ジャニーズを辞めて30年だよ。そんな人間が言っちゃ、ダメでしょ」と答えた。その後インタビューを受けた際ジャニーについて触れ、「ジャニーさんには迷惑をかけっぱなしでした。ジャニーさんはすごくいい人で、いつからああいうふうになったのか分からないけど、僕たちが出会ったころは事務所自体が倒れそうなぐらい、しんどい時期だったんです。ジャニーさんは僕がレッスンのときには走ってお弁当を持ってきてくれたり、（姉で副社長だった）メリーさんも僕たちの衣装を作ってくれたりしました。僕は事務所がゼロの時代から始まった人間なんです。僕がジャニーズを卒業したのが平成6年。そこから何かが変わったということもあるのでは、と思います。自分の育った事務所からジャニーズという名前がなくなったのは、残念でもあります。」と答えた
田口淳之介
2023年8月10日、田口淳之介（元KAT-TUN）がインタビューで性加害について質問された際、「凄いセンシティブな話題ですし、内部の人間が言うのならわかるけれど、僕みたいな部外者が口を出すようなことではない。僕はノーコメントを貫き通したいと思います」と答えた。
高橋和也
2023年5月25日、男闘呼組のライブツアーの愛知公演にて高橋和也が「いま、ジャニーズ事務所がたいへんなことになっているが、俺たちは昔、ジャニーズだったことに誇りを持っている。俺たちの名前『男闘呼組』をくれたのもジャニーズ。いろいろなことを言う人たちがいるけど、それで傷ついている人間もいる。俺たちはこれからもジャニーズを応援するし、みんなにも応援してほしい」とステージ上から観客に語った。
植草克秀
2023年9月22日、植草克秀（少年隊）が取材で「ジャニーズ事務所が性加害を認めた一方で、所属タレントが一緒のイメージにされるのはかわいそう。彼らにも生活があるし、本当に頑張ってきた人たち」「会社の上の人間たちは、事務所に愛情を持って残っている子たちを大事にして」と述べた。また、メンバーの東山には「生きている限りは夢を諦めることはしなくていいと思う。何かやりたいこと、希望があれば、そんなに幸せなことってない。そこに対して夢を持つことが、僕らがやってきた仕事じゃないかな」と述べた。
郷ひろみ
2023年10月9日、郷ひろみがイベントを開催した際のインタビューで本件について質問を受けたが、「そうですね。50年前近く前のことなので、お話できることが何もない、という思いです」と述べた。
錦織一清
錦織一清（少年隊）も自身が演出する舞台『蒲田行進曲完結編　銀ちゃんが逝く』の取材の際、本件について「会社にいた人間として性加害は残念。今（性加害を）けしからんと思っている人たちと一緒になって言える立場じゃない。（事務所やジャニーを）悪く言って（世間に）認めてもらおうとも思わない」、「ジャニーさんも、つかさんも恩師であるという事実は曲げられない。お許しいただけるのなら、もらった良いものだけは継いでいきたい。僕はやれることがこれしかないので。でも理解してもらうために時間がかかることは分かっているんです」と答えた。また独立を決意した二宮には、「あの形は僕も（在籍時に）事務所に提案していました。二宮くんもいろいろ考えていたんじゃないかな」と述べ、また東山には「意を決したと思う。追い込まれていたんじゃないかな」と述べた。その後『週刊文春』に掲載されている連載対談「阿川佐和子のこの人に会いたい」にて、性加害について言及。例に例えて、自分たちは犯罪者に育てられた子どもたちであり、自分が川で溺れているときに助けてくれた人が、実は犯罪者だったらどうするか、と発言した。しかし錦織は、「受けた恩や教えはどうしても忘れられない。憎むべきは犯罪。複雑ですよね。」と複雑な胸中も告白、「「鬼畜の所業」みたいな言い方をすると、社会からは共感を得られるけど、僕らは色眼鏡で見られる覚悟が必要。そうやって社会から罰せられているんですよ。僕は事務所に四十三年間いた分、これから事実と向き合いながら四十三年間かけて社会に理解してもらえるように努力するしかない。」と発言した。
ひかる一平
ひかる一平も取材を受けた際に性加害について、「僕は何かを発言できる立場ではない、と思っています。僕に言えることは、被害者の心のケアをきちんとしてほしい、ということ。そして、大手事務所だからではなく、才能があって努力した人が、オーディションで選抜されるクリーンな世界であってほしい、と願っています」と述べた。
江木俊夫
江木俊夫（元フォーリーブス）がテレビ番組「NHKスペシャル　ジャニー喜多川“アイドル帝国”の実像」の取材を受け、「ジャニー氏を尊敬しているか。」と尋ねられた際に「います。今の自分を作ってくれたからですね。やっぱり人間というのはそういうものだと思います。フォーリーブスという名前を永遠に残してくれたジャニーさんに感謝しかないですね。」と答えつつも、性加害については「もちろん性被害を受けた今の若い人、告発者の人たちは、それはもう大変な人生を歩んできたと思います」、「それはやっぱり今話題になっているというか、ジャニーズ事務所がこれだけクローズアップされた性被害ですよね。そういうジャニーさんの本能的な、男の子を見る目が普通の人とやっぱり違うんでしょうね」、「それについてどう思うかと言われても、そうですねと言うしか、僕はないんですよね。江木俊夫を作ってくれたことに関しては感謝を述べているだけであって、確かに世間の言う通り、最低最悪だと言われれば、そうかもしれない。」と答えた。また江木は、ジャニーが所属タレントを将来性とともに、性的な目でも見ていた件を聞かれると「切り離せないんじゃないですか？男の子を好きだという本能と、男の子をエンターテイナーにする本能と、それが一致して初めてジャニー喜多川という人間じゃないんですか。」と、答えた。
石垣大祐（元FiVe、Question?）、高橋竜（元They武道）
石垣大祐と高橋竜が二人でインタビューを受けた際に、性加害についても言及した。高橋はBBCの取材を受けており、取材では「性加害の話と、ジャニーさんの仕事の話は切り離して考えないといけない。」、「ジャニーさんが性加害したっていうのは事実だとして、仕事でお世話になったジャニーさんのことを好きだよ、って言ってるのは、また別の話だ。」ということを記者に話したそうである。しかしBBC側にまだグルーミングから抜けていないと判断され、BBC側の意向に沿った編集をされたそうである。また石垣は、「性加害は絶対ダメなことだし、絶対に許せないことだが、ジャニーさんのそうじゃない部分、仕事に対する姿勢などをタレントたちは見てきていて、そこに対してはすごく感謝はある。」と答えた。
赤西仁・錦戸亮
直接言及している内容ではないが、赤西仁（元KAT-TUN）が自身のThreads（スレッズ）に「ジャニーズに戻ってみたいと本気で思っている」「本当だよ」と心境を綴った。なお、錦戸亮（元関ジャニ∞、NEWS）が自身のX（旧Twitter）に「まぁ言えることは一つ。組織が好きっていうのが入り口だった人は違うかも知らんけど、自分が好きになった人は今日も明日も好きでいていいんじゃないかなと」「胸張ってそう思ってもらえないんなら、それはただのこっちの力不足だ。さて、明日も頑張ります」と投稿した。

## 企業・官公庁等の反応
ジャニーズ所属タレントを広告媒体で起用していた企業の一部は、問題を受けて出演タレントの契約解除や、広告起用の見送りを検討または決定している。そして一部企業は企業のニュースリリースなどで発表している。企業のジャニーズ採用の見送りが連鎖していく様子は「見送りドミノ」「見直しドミノ」と称された。なお、起用を見送った企業の多くは見送る期間を「今後の事務所による改善・救済・対策等が行われる事が確認できるまでの間」としており、後に起用を再開した企業も現れている。

### 起用を見送った企業
東京海上日動火災保険
嵐の相葉雅紀をCMに起用していたが、問題を受けてジャニーズとの出演契約を更新しないことを決定し相葉の契約解除も検討している。
日本航空
嵐の櫻井翔と松本潤の契約は継続しているものの、適切な対応が取られることを確認するまでの間、所属タレントの広告起用を見送る方針を明らかにしている。
アサヒグループホールディングス
傘下のアサヒビールとアサヒ飲料で岡田准一、生田斗真ら計23人を起用しており、途中で契約解除はしないものの満了をもって終了とし、明確な被害者救済と抜本的な組織運営の是正が認められない以上は今後、所属タレントを起用しない方針を明らかにしている。朝日新聞の取材に対しアサヒグループホールディングスの勝木敦志社長は「契約更新を行わないと表明したことで、ジャニーズ事務所がこれから被害者の救済と是正に本気になって取り組んでいただけるという効果があるだろう」「マーケティングに影響がないとはいえませんが、代替策を考えます。人権を損なってまで必要な売り上げは1円たりともありません」などと意見を述べている。
キリンホールディングス
具体策を公表・実行し、明確な人権方針のもと企業としてのガバナンスを発揮している状態になるまでは現在、起用しているタレントの契約満了をもって今後は所属タレントを起用しない方針を表明している。その後2024年3月7日に声明を発表し、昨年9月に決定した方針に変更はないとしつつも、「一方で、 この問題に直接関与のないタレントに活躍の機会が与えられないことは、タレントの人権を尊重する観点で悪い影響が生じてしまうことも懸念しています」と説明し、SMILE-UP.およびSTARTO ENTERTAINMENTの2社が関与しない形でSnow Man・目黒蓮との直接契約を発表した（昨年6月から起用されている「キリン 午後の紅茶」の広告への起用は継続し、発売予定の「キリンビール新商品」への広告起用も予定されている）。
日産自動車
人権尊重の方針に反するため、所属タレントを広告や販促で新しく起用しない方針を決めた。ただし、2020年から起用している木村拓哉のCMについては、契約期間満了時点で改めて判断するとした。
日本生命保険
かつては所属タレントを広告に起用したことがあったが、所属タレントを今後新たに起用しない方針を取材に対して明らかにした。
サントリーホールディングス
SixTONESの松村北斗をウェブ広告等に起用しているが、契約終了次第、松村の起用を取りやめ被害者の救済策や再発防止策が十分であるとの納得いく説明があるまでは事務所との新たな契約を結ばないことを表明している。経済同友会の代表幹事である新浪剛史社長は「ジャニーズのタレントを起用することは、子供への虐待を認めることで、国際的に非難の的になる」との見解を述べている。
第一三共ヘルスケア
嵐の松本潤を広告に起用しているが、秋から放送予定だった松本のCMを取りやめ、十分な対応が取られるまで新たな契約や契約更新もしないことを明らかにした。なお、グループ会社のアイムが販売している化粧品「ブライトエイジ」のプロモーションに生田斗真が起用しているが、こちらも同様に取りやめる。
日本マクドナルド
木村拓哉を広告に起用しているが、いかなる人権侵害も許容することはできないとして広告の契約期間が満了した後は契約を更新しない方針を明らかにした。なお木村は、2024年8月にフードデリバリーサービスfoodpandaの香港における広告ビジュアルに起用されており、広告は木村がマクドナルドのメニューであるマックグリドルを手に持ったものとなっている。
花王
グループ会社カネボウ化粧品にSexy Zoneの中島健人をCMに起用するなど動画広告を含めて複数起用しているが、人権方針に反するとして所属タレントを起用している現行の広告を可及的速やかに中止することを発表した。中島の今後の契約については、事務所の改革や再発防止の取り組みを確認した上で判断する。
伊藤ハム
嵐の二宮和也をソーセージのCMに起用しているが、人権を尊重しておりあらゆるハラスメントを許容しておらず事務所が発表した内容を検討した結果、契約の満了をもって更新を見送ることを決めた。
トリドールホールディングス
同社運営の丸亀製麺のコラボ商品開発や企業広告などでTOKIOを起用していたが、事務所の取り組み状況を注視し適切な対応がとられるまで今後の所属タレントの起用を見送る方針を示した。その後、2024年4月に起用再開となった。
サッポロホールディングス
TOKIOの松岡昌宏を北海道限定商品「サッポロクラシック」のCMに起用しているが、事務所に対して被害者救済や是正を書面で求めており、対応がない限りは所属タレントとの契約を更新しないことを明らかにした。前述のCMは、広告契約を残したまま9月15日をもって停止する。
モスフードサービス
上記の記者会見後、人権尊重の取り組みを推進しいかなる性加害についても許されないとしながらも13日からSnow Manのラウール、渡辺翔太の2人を起用したCMを放送することを発表していた。だが展開を始めた13日の午後、明確な被害者救済と再発防止の取り組みが認められない以上は所属タレントの契約を今後継続しないことを決め、展開中のCMや広告についても速やかに変更することを発表した。
明治
嵐の相葉雅紀を広告に起用しているが、対応状況を注視して適切であると判断できるまで所属タレントを起用した広告契約を見送ることを明らかにした。
ジェーシービー
嵐の二宮和也をCMキャラクターに起用しているが、被害者の救済と再発防止の具体化や実行が確認されるまでは新たな広告での起用を見送ることを報告した。
カゴメ
Travis Japanを販売促進に起用しているが、いかなる種類のハラスメントも一切容認しないとし記者会見の内容などを社内で検討した結果、期間満了をもって更新しない予定である。
森永製菓
嵐の櫻井翔や関ジャニ∞を初めとした複数の所属タレントを広告に起用し、上記の記者会見後になにわ男子の大西流星が出演の新CMを発表していたが問題の解決に向けた具体策の速やかな実行が確認できない限り契約満了後の更新は行わないことを明かした。その後、2024年4月9日に「ハイチュウ」「ハイチュウプレミアム」の新CMになにわ男子が起用される事が発表された。
森永乳業
井ノ原快彦を広告に起用しているが、適切な対応がとられることを確認できなければ契約期間満了後は更新を行わないことを明かした。
東急不動産ホールディングスグループ
東急リバブルの広告に岡田准一を起用しているが、再発防止策や被害者救済の実施状況が確認できるまでは新たな契約をしないことを明らかにした。
あいおいニッセイ同和損害保険
岡田准一となにわ男子の西畑大吾の2人を広告に起用しているが、事務所が適切な対応を取らなければ契約は期間満了をもって更新はしないと発表した。なお、現在展開している広告も中止することを明らかにしている。
佐川急便
嵐の松本潤を広告に起用しているが、契約の解除はしないものの媒体は屋外広告に限定し、上記の記者会見以降は松本の出演したCMを別のCMに差し替えている。契約更新については事務所の再発防止策と被害者の救済、ガバナンス体制の見直しを確認した上で更新を検討したいとした。
アフラック生命保険
がん保険のCMに嵐の櫻井翔を長年にわたり起用している。しかし今回の報道を受け、櫻井が出演のCMを他のタレントのCMに差し替えた。その上で「人権尊重は企業として当然の責務であり、いかなるハラスメントも認めない」「抜本的改革を実施するには不十分と受け止めざるを得ない」として契約見直しを表明した。今後について、ジャニーズ事務所との広告契約を解除した上で櫻井と事務所を通さない個人契約を結ぶことなどを検討している。
日清オイリオグループ
嵐の二宮和也、なにわ男子の西畑大吾の2人を広告に起用しているが事務所の企業体質が改善しない限り、期間満了をもって契約を更新しない予定と明言した。
ライオン
岡田准一と嵐の相葉雅紀の2人を広告に起用しているが、所属タレントを起用したCMの放映を中止しその他の広告、販促物等の展開も可及的速やかに中止する。現在の契約は更新しないものの、今後新たに契約する場合は事務所を通さずに行うこと等について協議している。
バスクリン
SixTONESの髙地優吾を起用した新CMを発表していたが、タレント本人に問題はなくとも事務所の対応が不十分であると判断したため髙地のCMを見送り、契約は満了をもって終了すると発表した。その後、2024年1月5日に「問題解決に向けて一定の前進がある」として見送りを撤回し、CMを放映することを発表した。
ブルボン
SixTONESの松村北斗を広告に起用しているが、事務所の補償対応などを見て判断し期間満了をもって松村との契約を終了すると明らかにした。なお、松村が出演するCMは5月中旬から放映を中止している。
大阪ガス
ジャニーズWESTのメンバーをCMに起用しているが、15日までにCMの放映を中止し当面、別のサービスのCMに切り替え、広告契約の更新は2023年度内に判断する方針である。
日本特殊陶業
岡田准一をCMなどに起用しているが、事務所の一連の問題とそれに対する事務所の対応について検討した結果、現在の広告の使用を停止し期間満了をもって契約を更新しないと明らかにした。
コーセー
嵐の松本潤や関ジャニ∞（キャンジャニ∞）、Snow Manの目黒蓮を広告に起用し、子会社のアルビオンが新商品のアンバサダーにSnow Manの渡辺翔太を起用していたが、十分な改善が認められるまでは所属タレントの新たな契約や起用を見送ると発表した。契約タレントの情報を掲載する公式サイトの削除や販促物の撤去などは予定していないが、流通企業の意向などを踏まえ、適応に対応していく方針。なお、この声明が発表される以前、上記の記者会見直後にはアルビオンの小林章一社長が自身のX（旧Twitter）アカウントで渡辺のアンバサダー就任に対する感謝や契約を継続する意思を示していた。しかし、のちにJ-CASTニュースの取材に対し広報担当者は「現在のアンバサダー契約は続けるものの、次回の更新の予定はありません」と回答していた。その後、2024年8月8日に、目黒が起用された新CM「『コーセーの敏感肌ケア』篇」が放送開始となった。
朝日新聞社
タレントとの契約は事務所の人権に対する姿勢も考慮するとして、9月16日に所属タレントの新規契約については当面見合わせると発表した。
トヨタ自動車
過去に木村拓哉と契約していたトヨタ自動車は9月19日、イギリスのBBCに対し「今後は所属タレントと契約する予定はございません」と話した。
セントラル警備保障
岡田准一を2019年からCMに起用していたが、事務所の対応が確認できていないため9月17日以降はCMの放映を見送っている。岡田の契約については事務所の今後の対応を受け、判断するとしている。
久光製薬
嵐の二宮和也、ジャニーズWESTの重岡大毅、Snow Manの岩本照の3人を広告に起用していたが、事務所の対応が十分ではないと判断し現在の広告を順次やめ、対応が取られなければ現在の契約も期間満了をもって更新しないことを明らかにした。
バレーボールワールドカップ（フジテレビ）
1995年大会から実施されていたジャニーズ事務所属タレントの起用を見送った（上記の会見を受けてのものではなく、7月時点で決定済みだった方針）。
アパマンショップ、エイブル、リクルート、出光興産
出演タレントの契約解除や広告起用の見送りを決定したことを受けて、これらの企業ではジャニーズ事務所所属タレントが出演しているCM出稿を停止し同事務所所属タレントが出演していないCM、出光興産のようにジャニーズ事務所所属タレントの楽曲を使用していないCM、または公共広告（ACジャパンなど）への差し替えを行っている。
この他にも、セブン&アイ・ホールディングス（セブン-イレブン）やファミリーマートのようにジャニーズ事務所所属タレントを起用している商品の販売促進キャンペーン実施を急遽取り止めたケースも発生している。

### 起用を継続した企業
上記の対応が相次ぐ一方で「故ジャニー喜多川氏の問題。CMの放送中止などは考えていない」「タレントは被害者だ」との考えを示す企業もあり、対応が分かれている。
P&Gジャパン
生田斗真・Sexy zoneの菊池風磨を筆頭に4人の所属タレントを起用しているP&Gジャパンは会見を受けて、事務所に対し「被害者の救済や再発防止策に向けた具体的な行動計画を提示することを強く求めてまいります」とのコメントを出したものの、ジャニーズ事務所に所属するタレントのテレビCM起用に関しては、今すぐの取りやめはせず「一連の取り組みの内容及び成果に基づいて判断する」とした。
アキュラホーム
ハウスメーカー「AQ Group」を展開しているアキュラホームは、嵐の相葉雅紀を起用した新CMの放映を9月23日から開始した。相葉の起用は既に1月に決定され、ジャニーズ事務所との間で新規契約を締結済みであり、CMの撮影も会見前に完了していたが前出の会見では不十分と判断してCM放映を一旦保留としていた。だが、当事者の会がジャニーズ事務所所属タレントとの取引を即座に停止することを希望していないことや、国際連合が定めている『ビジネスと人権に関する指導原則』では契約解除などは最終手段として示されていることを踏まえて相葉のCMの放映を決断したとの声明を発表している。
全薬グループ
なにわ男子の大橋和也を起用している全薬グループは10月9日、大橋が出演している新CMの放映を開始した。その上で同社は公式サイトにて性加害問題について触れ、「世界中で起きていると思われる問題の一つと認識しており、そういった問題がない世の中であるのが望ましいと思っています。全ての人が性的、金銭的その他いかなる意味においても搾取されることなく、自由に自分らしさを表現できる社会の仕組みが構築されていくことを願っています」との声明を出した。
不二家
Snow Manをブランドキャラクターとして起用していた不二家は、「今後については、事務所の動向を注視し、しかるべき対応を検討する」としつつも、現段階では変更せず、起用を継続すると発表した。
ひらかたパーク（京阪ホールディングス・京阪レジャーサービス）
岡田准一を長年起用していたひらかたパーク（京阪ホールディングス・京阪レジャーサービス）は、「性暴力は容認されない」としつつも、「枚方市出身で地元に貢献したいとご本人が引き受けてくれたという経緯があり、契約を継続していけないか検討している。」と発表があった。その後、岡田が2023年11月30日をもって事務所を退所し独立する旨の発表を受け、契約を継続すると発表した。
日本経済団体連合会（経団連）の十倉雅和会長（住友化学代表取締役会長）も「人格侵害や犯罪行為は断じて許さないという企業の基本姿勢を内外に示すことは大変重要」としながらも、「日々研鑽を積んできたタレントの活躍の機会を奪うことは、それはそれで問題だ」と指摘している。
当事者の会も、「タレントにも人権はある。いささか性急すぎる」「タレントたちは全然悪くはないと思う。むしろ被害者側だ」とのコメントを述べている。

### 起用を見送った官公庁・自治体
農林水産省
TOKIOの城島茂を障害者の農業への参加を促す「ノウフクアンバサダー」に任命しているが13日、事務所を訪問して説明を求めたものの事務所側から十分な説明が得られなかったため、城島のアンバサダーとしての活動を当面見合わせる方針を固めており、新たな所属タレントの起用も行わない考えを示している。宮下一郎農林水産大臣（自由民主党長野県連会長）も「城島さんご自身の活動には大変感謝していますが、所属しているジャニーズ事務所の人権を尊重する姿勢やコンプライアンスの取り組みなどを十分確認する必要があります」と述べている。
東京都
9月時点で所属タレントとアンバサダーなどの契約はないものの、小池百合子東京都知事（都民ファーストの会特別顧問）が本問題について「重大な人権侵害」と指摘し、コンプライアンスの問題を解決するまでは都として事務所と新たな契約を結ばない方針を明らかにした。ただ、同事務所に所属する風間俊介がパラスポーツの振興とバリアフリー推進に向けた懇談会に参加していることについては元々ボランティアであり、契約関係にあるものではないと小池知事も説明しており、今後についても個人の承諾を得る形で関係を継続することに期待している旨を話している。
愛知県
大村秀章愛知県知事（日本一愛知の会・元会長）も「国際世論は非常に厳しい」との認識を示し、事実関係の解明や被害者救済が終わるまで県としては所属タレントを起用しない方針を明らかにしたが、「タレントさんに罪はなく、彼らも被害者だと思います」と述べた。2022年度にはA.B.C-Zの河合郁人を観光文化大使に起用していたが、今回の方針を受けて河合の過去の出演動画やホームページ上の写真の公開を停止した。

### 起用を継続した官公庁・自治体
警察庁
TOKIOの城島茂を特殊詐欺防止の広報啓発活動に起用しているが、事務所ではなく城島個人にも依頼しているものであるため、対応を変更する予定はないとしている。
福島県
バーチャル組織「TOKIO課」を設置している。「性加害は絶対にあってはならないですが、今後も活動していただけるのであればサポートしていきたいと思っております」として同組織を継続する方針を明かし、公開予定のCMも予定通り制作するとしている。
大阪観光局
大阪府や大阪市などで作る公益財団法人。大阪観光シンボルキャラクターに関ジャニ∞を任命していることについて、吉村洋文大阪府知事（日本維新の会共同代表）も起用継続の方針を示している。

## 政治家の反応

### 2000年

#### 第147回国会
4月13日、衆議院議員（当時）の阪上善秀はこの問題を衆議院の「第147回国会青少年問題に関する特別委員会」で取り上げ、『週刊文春』の報道やヒアリングをもとに「ジャニー喜多川社長のセクハラ疑惑についてお聞きしたいと思います」と警察庁、法務省など関係省庁の局長らに質問を行った。阪上は質問の中で、「先輩のジュニアから、もしジャニー喜多川さんから、ユー、今夜はホテルに泊まりなさいと言われたとき、多分ホモされるかもしれないけれども、それを断ったら次から呼ばれなくなるから我慢しろと教えられた」という話を息子から聞いた母親の手紙を紹介している。政府参考人の黒澤正和警察庁生活安全局長も、飲酒と喫煙についてジャニーズ事務所に対して厳重注意を勧告したことを認めている。
阪上の「十二歳の少年がセクハラ行為を受けたという報道もありましたが、刑法によれば、十二歳以下の少年にわいせつな行為をした者は強制わいせつ罪にも問われると思いますが、いかがですか」という質問に対して、法務省の古田佑紀刑事局長が「一般論として申し上げますれば、刑法では、十三歳未満の少年についてわいせつな行為をしたときには、それ自体で強制わいせつ罪が成立することとされております」と回答した。
「条例違反や児童福祉法違反、強制わいせつ罪は、被害者からの訴えがなくても捜査の対象となると思いますが、いかがですか」という阪上の質問に対して古田刑事局長も「一般論を再び申し上げることになりますけれども、今御指摘のような犯罪につきまして、被害者からの被害申告あるいは告訴、このようなことが捜査を開始する要件とされているわけではないというふうに理解しております」と回答し、黒澤生活安全局長もこれに同意している。
阪上が国会でこのような質問を行ったのは一種の賭けであったが、元芸能記者で東京都目黒区議会議員（当時）の須藤甚一郎も主流メディアがこの問題で明らかになったことを報道するかわからない状況のためだと述べた。なお、当時喜多川と事務所は文藝春秋との係争中だった。
このように喜多川の性加害疑惑は国会でも議論されたが、これを機に警察の捜査が進むことはなかったと思われる。

### 2023年

#### 第211回国会
5月31日、元ジャニーズJr.の二本樹顕理が国会内で立憲民主党のヒアリングに応じ、「（自分が事務所に）在籍していた1年半の間だけでも、入所時期の近いジャニーズJr.たち十数人の被害を耳にした」と証言した。  
5月26日、立憲民主党が児童虐待の防止等に関する法律（児童虐待防止法）の改正案を衆議院に提出し、6月5日、元ジャニーズJr.が同法の改正を求める署名を6政党（自民党・公明党・立憲民主党・日本維新の会・国民民主党・日本共産党） に提出したが、成立は見送られた。
6月12日、岸田文雄内閣総理大臣は喜多川の性加害問題に関連し対策会議を開く方針を明らかにした。第1回の会議は翌13日に開かれた。

#### 閉会中
7月26日、政府は子どもや若者の性被害防止に向けた緊急対策を決定した。男性・男児に特化した相談窓口を9月にも新設することを盛り込み、保育所などでのわいせつ行為を含む虐待に通報を義務付ける児童福祉法改正も検討する。加害防止に向けては、経済的・社会的地位に基づく影響力を利用するなどの不同意性交等罪を規定した改正刑法の趣旨や内容を国民に広く周知するほか、子どもと接する仕事に就こうとする人には、性犯罪歴がないことを確認する仕組み「日本版DBS」の導入を検討する。
9月7日、松野官房長官は喜多川の性加害問題に関して「性別にかかわらず、どのような状況に置かれた子ども・若者であっても性被害に遭うことはあってはならない」と述べ、上記の緊急対策を実施する考えを示した。ジャニーズ事務所の記者会見に対しては、「個別事業者の対応にコメントは差し控えて参ります」と述べた。

## その他の反応・出来事

### CULEN、TOBEの反応
女性週刊誌の『女性セブン』はCULENの飯島三智社長とTOBEの滝沢秀明社長に対し、本件に関しての見解を求めた。質問は、以下の通り。
1. ジャニーズ事務所が設置した再発防止特別チームの聞き取り調査にかかわっているか。
2. ジャニー喜多川前社長のセクハラや性加害について認識していたか。
3. 実際に現場を目にしたり、ジャニーズJr.やデビュー済みのタレントから被害相談を受けたことはあるか。
4. 2003年に東京高裁でジャニー氏によるセクハラ被害報道の真実相当性が認められた事実を認識しているか。また、認識していた場合、問題があると考えていたか。
5. ジャニー氏と直接、セクハラや性加害について、話し合ったことはあったか。
6. 自身の監督・管理責任に問題はなかったか。

これに対し、CULENは顧問弁護士を通じ質問事項1、2、3、5に関しては「すべて該当することはありません。」、4「ご質問の意味がわかりません」、6「自身は役員ではなく、マネジメント室長という肩書のみでした」と回答した。尚、TOBEは「担当者よりご連絡させていただきます」との返事はあったが、期限までの回答は無かった。
滝沢社長は2023年12月22日、TOBEのタレント全員が出演するTOBEとして初コンサートとなる東京ドーム公演開催の記者会見にて、性加害について初めて言及した。滝沢社長は「自分がコメントすることが正しいのか間違っているのか分からないですが、一個人の意見としては見守りたいです。新たなスタートを切るタイミングでもあると思う。やっぱり過去のタレントさんたちはすごく大事ですし、今もその気持ちは変わっていません。」と答えた。またTOBEタレントとの共演についても支障がないとしつつも、この問題はエンターテイメントには乗せない、と自身の見解を示した。

### 日本労働弁護団の反応
日本労働弁護団は当該問題を受け、2023年7月24日に緊急声明を出してジャニーズ問題をはじめとする芸能界の性被害・ハラスメント撲滅のための「法的な環境整備」が必要だと訴えた。また芸能界を中心に表現活動をしている人向けに、LINEや電話で無料相談を受け付ける期間限定の「芸能界ハラスメントホットライン」を開設した。

### キャンセル・カルチャーの指摘
過去の不祥事を理由にジャニー喜多川やジャニーズ事務所を排斥しようとする動きは、キャンセル・カルチャーの一例であるとしばしば指摘されている。評論家で漫画家の小林よしのりも、本問題を「史上最大のキャンセルカルチャー」と評している。
ニューヨーク在住ジャーナリストのシェリーめぐみは、ジャニーズ事務所が関ジャニ∞やジャニーズWEST、ジャニーズJr.などのグループ名や屋号を変更する決定をしたことについて、アメリカではハーヴェイ・ワインスタインの犯罪が発覚した後も、「1人の犯罪者のために皆が犠牲になるのはフェアではない」との考え方から、彼がプロデュースした作品が放映禁止・配信削除になっていないことを挙げた上で、名称等変更の前に犠牲者への償いが果たされるべきと考えるアメリカのZ世代には、ジャニーズ事務所の決定が臭いものに蓋をしたように見えていると述べている。
また一般にキャンセル・カルチャーの問題点として、法の不遡及の原則の無視・法治主義から逸脱が指摘されている。今回も、ジャニーズ性加害問題当事者の会がジャニーズ事務所に対して「具体的な補償額についても法を越えた救済を図るよう求めます」と要望しており、事務所側も消滅時効に関わらず法を超えた補償を行うと宣言した。これについて小林は「法治主義の破壊」と表現した。

### 男性の性暴力被害への関心の高まり
ジャニー喜多川による性加害疑惑報道によって男性の性暴力被害に対する関心が高まっており、元所属タレントが性被害を公表する姿に背中を押され、新聞に性被害の経験を掲載した男性もいる。

### 誹謗中傷・セカンドレイプ
ジャニーズ事務所所属のタレント・元所属タレントのうちで、誰が性被害を受けていたのかを暴露しようとする動画が横行した。ジャーナリストの松谷創一郎は「2023年6月初旬時点での実名・顔出しで声をあげた人々がSNSで苛烈な誹謗中傷を受け続けており、そのストレスは計り知れないもので将来的に大量の民事訴訟に発展しても不思議ではないほどだ」と述べた。証言者の橋田康も朝日新聞のインタビューで、「自分と同じような被害者がもう出ないように」との思いで行った証言と、関係者への思いや現状との板挟みの苦しみ、SNS等で誹謗中傷を浴びせられて感じた辛い心境を答えており、インターネット上で、性被害という問題のセンシティブさ、そこに生身の人間の被害者がいるということが忘れられ、追い詰める風潮がある。
『週刊文春』によると、自称ファンのアカウントによるSNSでの実名告発者への誹謗中傷は続いており、櫻井翔が2023年6月5日『news zero』（日テレ系）で「お伝えしたいことの一つは臆測で傷つく人がいるということ（中略）あらぬ臆測を呼ぶことは、何よりも避けなくてはいけない」とコメントしたことで、「臆測で現役タレントを傷つけているのは告発者だ」とSNSでの攻撃がヒートアップしている。『週刊文春』は、カウアン・オカモトのインタビュー記事が文春オンラインに掲載された直後から、ジャニーズタレントのファンを自称するアカウントを中心にSNSでの誹謗中傷が始まったこと、5月16日に国会で行われたヒアリングにカウアンと橋田が参加すると、政治に働きかけたことを批判する声が増えていったこと、カウアンはパニック障害を再発し休養を余儀なくされたがそれでも実名告発者への誹謗中傷は加速し、さらに櫻井の6月5日『news zero』（日テレ系）でのコメントを受け、SNSでの攻撃がヒートアップしたことを報じている。
清水陽平弁護士も、「SNS上の〈嘘つき〉や〈枕営業〉などは名誉毀損に当たる可能性がある」「プロバイダに情報開示請求をして書き込んだ人を特定すれば、損害賠償請求が出来る」「内容により侮辱罪で告訴することも可能」「有罪になれば、1年以下の懲役または30万円以下の罰金が科せられるでしょう」と指摘している。
ライターのロマン優光も誹謗中傷はジャニーズファンだけではなく、左派やリベラルの支持するものならなんでも反対するような所謂「ネット右翼」層によるものも存在すると指摘している。そうした右派・保守系の界隈と、旧ジャニーズファン界隈が合体してしまうという珍しい現象も発生し、「反日団体や韓国、北朝鮮に資金が流れる」などという根拠不明の陰謀論まで出てきているという。
なお、ジャニーズ事務所はこの問題は黙認していると指摘されている。『週刊文春』はジャニーズ事務所に「ファンが告発者たちを攻撃していることについて対策の準備はあるのか、櫻井の“憶測”発言は事務所との相談の上だったのか」などを質問したが回答はなかった。
2023年10月2日、ジャニーズアイランド社長の井ノ原快彦が、同日行われた2回目の記者会見の冒頭で誹謗中傷が相次いでいることに触れた上で「被害に遭われた方は本当につらい思いをして、一人でずっと抱え込んだと思います。それがようやく声を上げられた、その勇気を無駄にしたくない。その勇気があったからこそ、この会社が大きく変わろうとする動きになった」として、この行為を止めるように呼び掛ける事態になった。
2023年9月11日、「ジャニーズ性加害問題当事者の会」のメンバーは、日本弁護士連合会（日弁連）に人権救済を申し立てた。事務所に対し、被害回復のための措置、同様の加害行為についての調査などを求めた。
2023年9月22日、「ジャニーズ性加害問題当事者の会」代表の平本淳也が神奈川県警察に被害相談した際、誹謗中傷が数万件にのぼることを明かした。同年10月10日に平本は告訴状を提出し、県警は告訴状を受理した。
2023年11月14日、同年10月中旬に「性加害問題当事者の会」に所属していた40代の男性が大阪府箕面市の山中で遺体で発見されたことがメディアで報道された。男性はメディアに性被害を告発後、誹謗中傷を多数受けており、遺書のようなメモも発見され自殺とみられている。男性の被害訴えに事務所側からは5カ月以上、連絡が一切なかった。この事件の取材を受けた「SMILE-UP.」社は「被害者や家族等に対する誹謗中傷は絶対にやめていただくよう、引き続きファンクラブをはじめ社会に対する発信に努める」とコメントした。

### ジャニーズファンの反応
告発本が相次いで発売された後、近年はジャニーズ事務所を辞めたタレントがこの問題に公に触れる機会はなく、ファンの間でもタブーとなっていた。2021年には、元7 MEN 侍の前田航気がインタビューの中で喜多川のセクシャルハラスメントやジャニーズJr.と喜多川の性交があったことを語ると、SNSでは「なぜ話すのか？」といった否定的な反応や「グループの名前を汚さないでほしい」と言ったファンの声が見られた。2023年のBBCによるドキュメンタリー番組の内容を紹介する日本語記事に対しても、性加害問題の報道への否定的なコメントが並んだ。
しかし、問題の表面化を受け、ファンの中からは被害の訴えを無視せず、検証してほしいと事務所に働きかける行動が生じた。2023年5月12日、ジャニーズファンの有志らによる「PENLIGHT」が記者会見をし、1万6000人の署名が集まり、「ジャニーズ事務所で起きた性被害の検証」についてジャニーズ事務所側に郵送したと発表した。TBSではこの会見を地上波のニュース番組『Nスタ』『news23』で報じ、カウアンへのインタビューも放送した。

### ジャニーズ事務所外での炎上
ジャニー喜多川の性加害疑惑に関して各媒体にて言及していた松尾潔も、それまで業務提携していたスマイルカンパニーから契約期間の途中で契約解除された。松尾は同社所属の山下達郎や竹内まりやも同社の方針に賛意を示したと述べた。山下は2023年7月9日に放送されたラジオ番組「山下達郎のサンデー・ソングブック」内で、松尾の発信した内容を否定した。あわせてラジオ内で「数々の才能あるタレントさんを輩出したジャニーさんの功績に対する尊敬の念は今も変わっていません。」「『忖度』あるいは『長いものに巻かれている』と、そのように解釈されるのであれば、それでも構いません。きっと、そういう方々には、私の音楽は不要でしょう」と山下は発言し締めくくり、SNS上ではこの発言に対する炎上が発生した。尚、山下は性加害に対し「性加害が本当にあったとすれば、それはもちろん許し難いことであり、被害者の方々の苦しみを思えば、第三者委員会等での事実関係の調査というのは必須であると考えます。」と答えている。
インドネシアの初代大統領、スカルノの元第三夫人でタレントのデヴィ・スカルノ（日本名：根本七保子、通称：デヴィ夫人）は2023年7月18日、国連人事理事会による被害者への聞き取り調査の報道に対し喜多川の功績と人柄を称え、国連の調査に反発しTwitterで被害者を批判する自説を展開、被害を告発した元所属タレントの発言を「勇気ある告白」と述べ社名変更にも言及した東山を、恩を仇で返していると糾弾した。デヴィ夫人は、ジャン・コクトーがジャン・マレーを愛したようにと長年同性愛関係だったとされる二人に例え、特別な世界や関係性というものはあるとの趣旨を記述したと報道されている。このデヴィ夫人の人権意識の欠如した発言に批判が集まり、炎上状態となった。カウアンは喜多川の功績が全て消えるわけではないが、子どもの対する性加害は卑劣な行為であると指摘しデヴィ夫人に冷静・慎重に発言をすることを求めるツイートを行った。国連特別報告者（現代的形態の奴隷制担当）の小保方智也も名指しはしないが、明らかにデヴィ夫人を批判する形で問題点を指摘するツイートを行った。デヴィ夫人は同年10月10日に「過日 私はジャニー喜多川氏について庇護する発言をXに表明致しましたが、さまざまな報道で私の全く知らない喜多川氏の愚行を知り、驚きと共におぞましく感じました」と、それまでの発言を撤回し謝罪している。

### ジャニーズ事務所マネージャーによる性加害疑惑
週刊文春は、2023年6月15日号でジャニーズ事務所では喜多川だけでなく男性マネージャーもタレントたちに性加害を加えていたとしてマネージャー本人のインタビューを掲載した。文春編集部は「事務所内での性加害が、常態化していた疑いを示すものである」と評している。
2023年8月29日、外部の専門家による再発防止のための特別チームによる会見で喜多川による性加害以外に、事務所の社員による性加害があることを確認したと報告された。
補償会社「SMILE-UP.」の代表取締役社長、東山紀之はBBCの取材に2人のジャニーズ事務所スタッフが少年タレントに性加害していたと聞いていると明らかにしたが、警察には権限がないので情報提供しないと語り、自殺した告発者への誹謗中傷の質問には「言論の自由もあると思う」としたがオンラインの誹謗中傷は止めたいとも述べ、更に申告者約200人とも面談してる実績を告げた。なお、2017年改正刑法より不同意性交等罪などの性犯罪は被害者の告訴なしに起訴可能とする非親告罪となった。また児童福祉法では児童に淫行をさせる行為を同法第34条により禁止しており、同第25条の規定に基づき、児童虐待を受けたと思われる児童を発見した場合には、全ての国民に通告する義務が定められている。